# Biserica de lemn din Sângătin

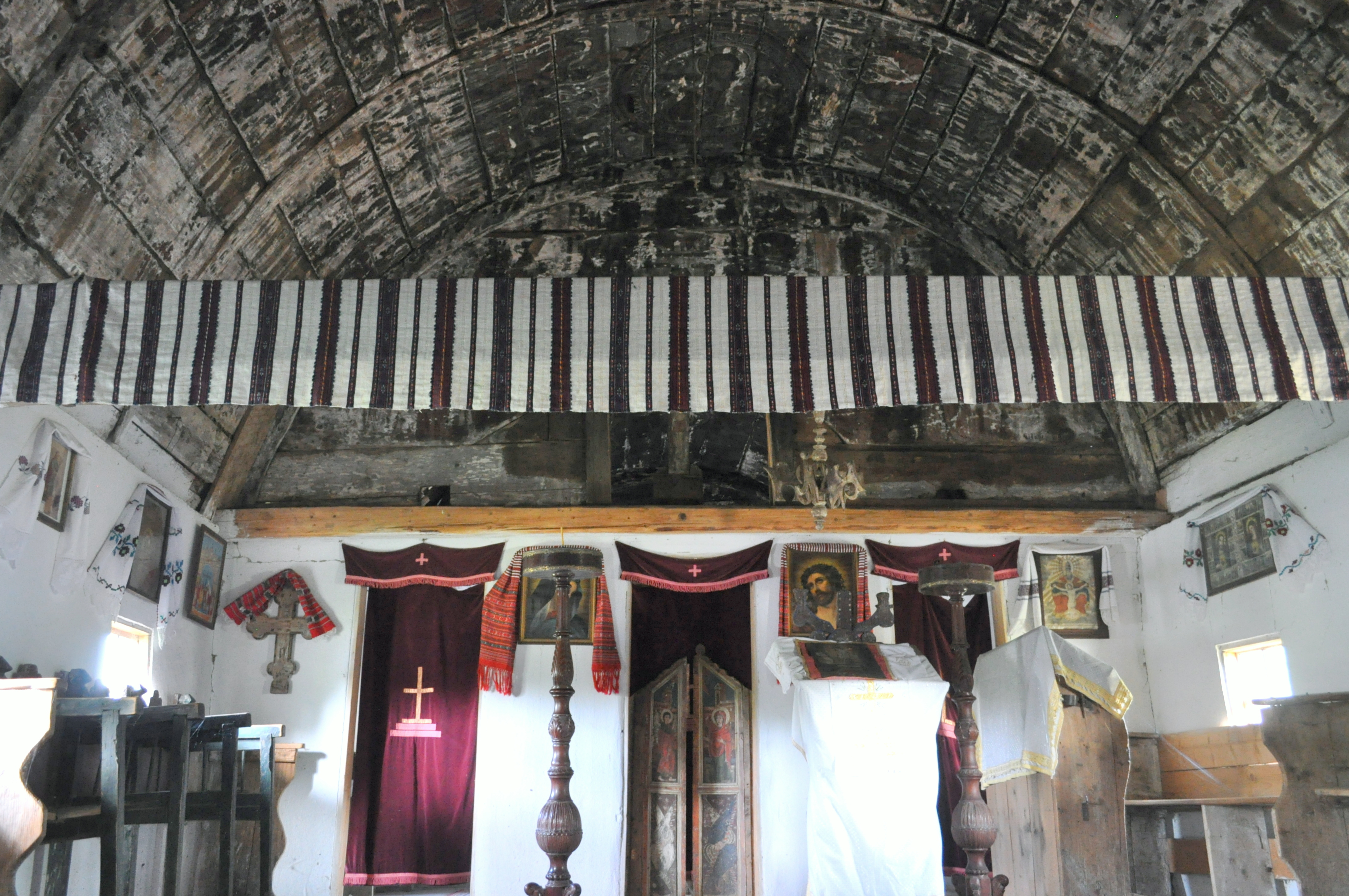
Interiorul navei

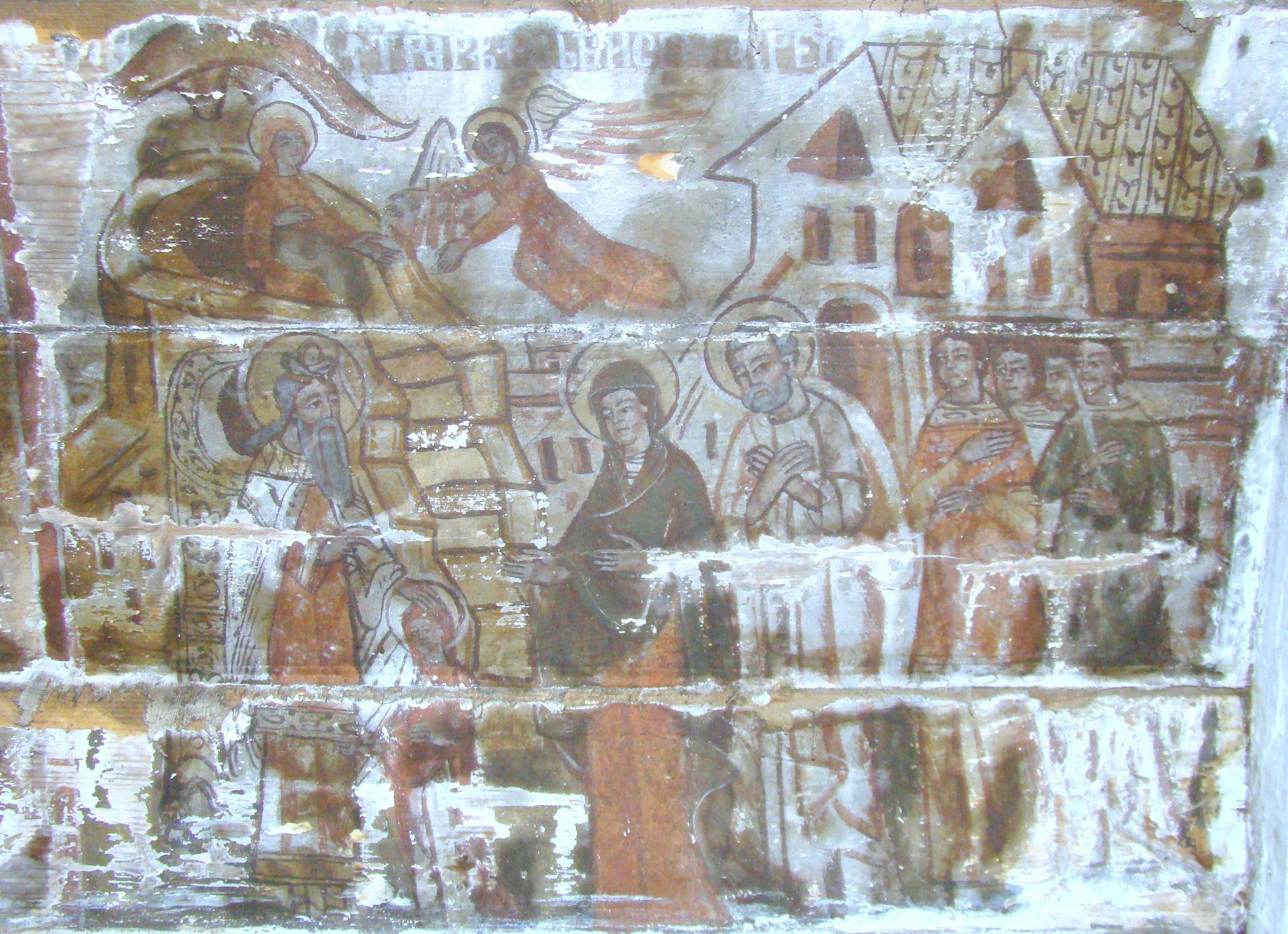
Pictura naosului

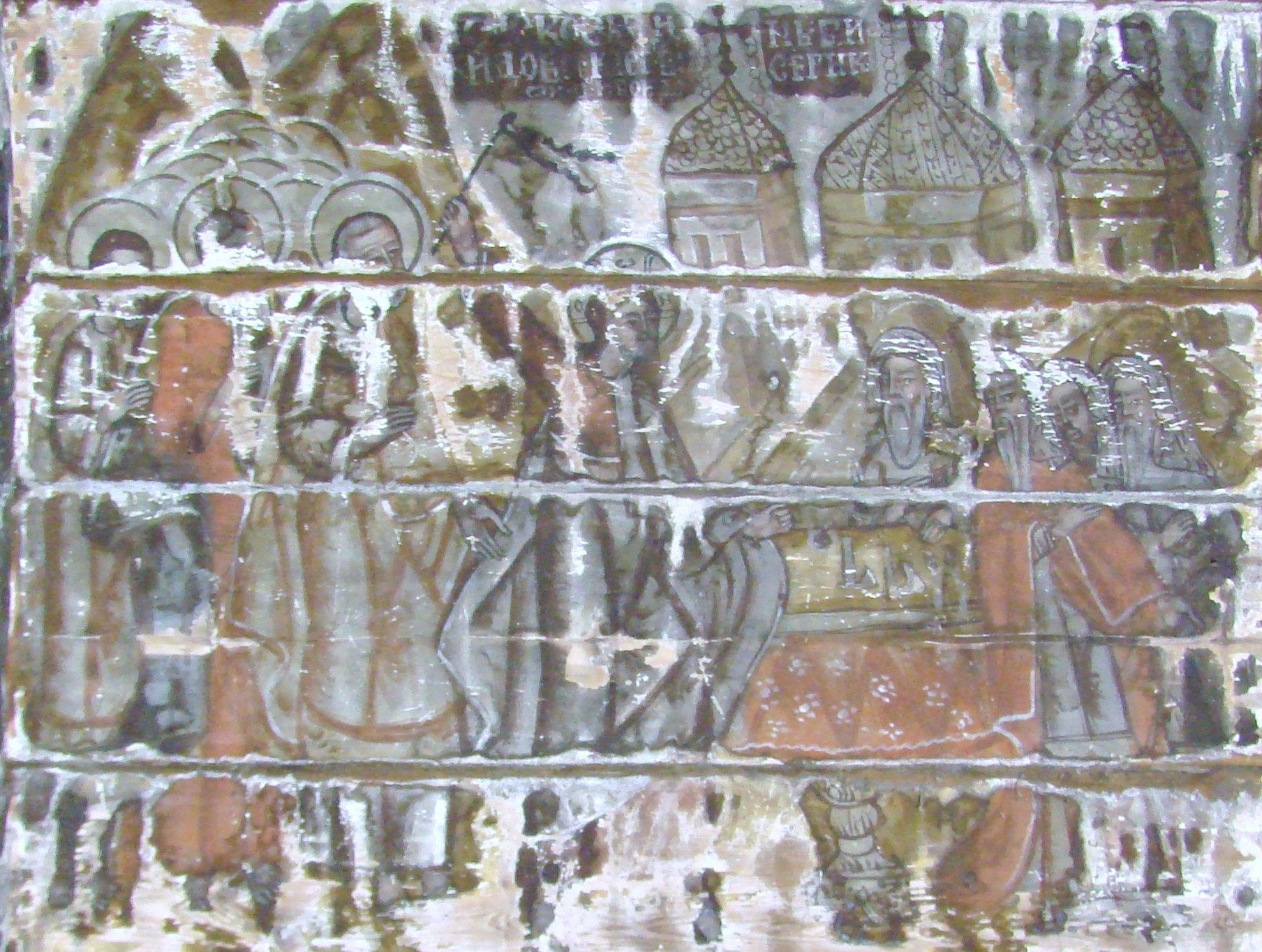
Pictura naosului

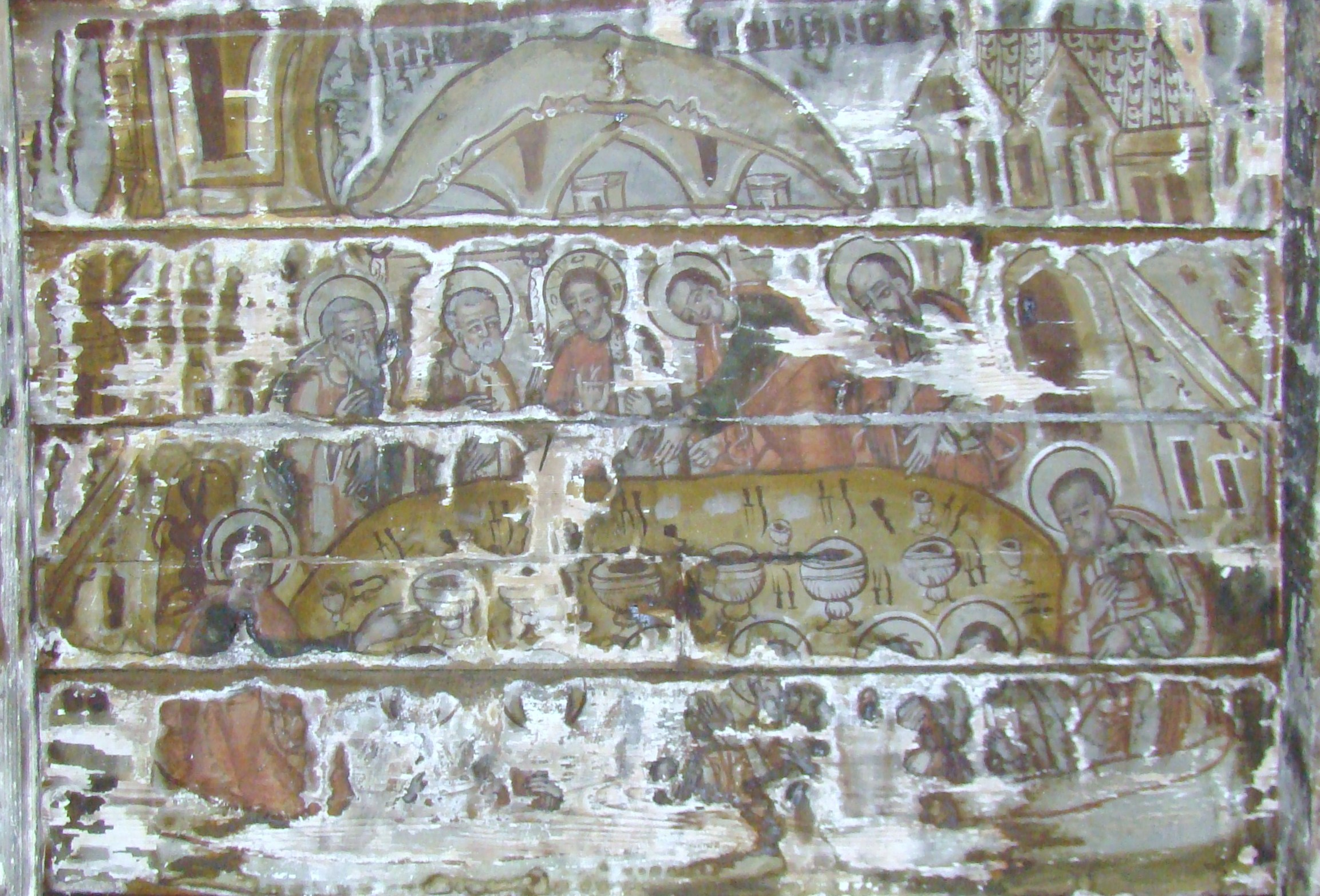
Pictura naosului

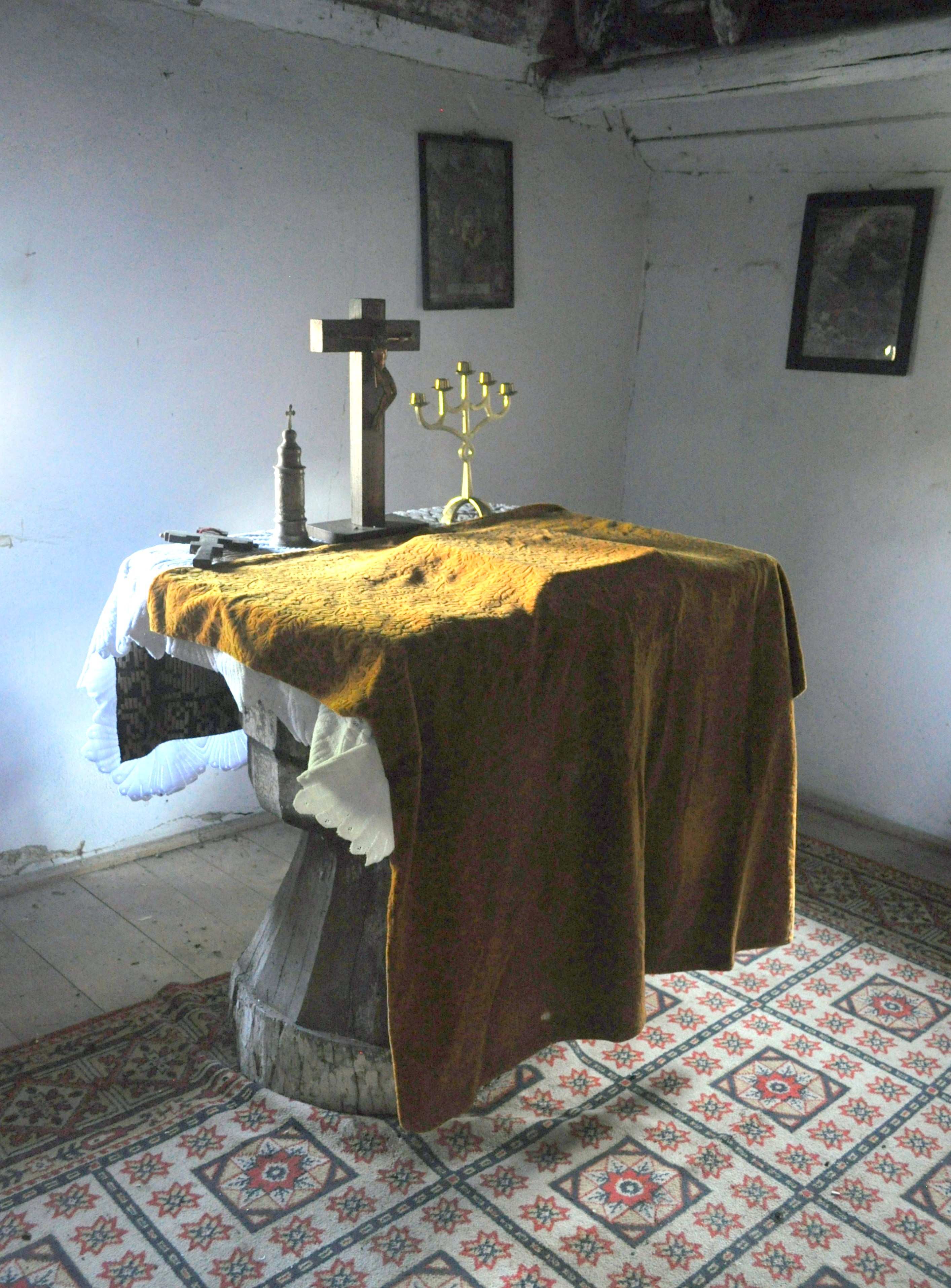
În altar

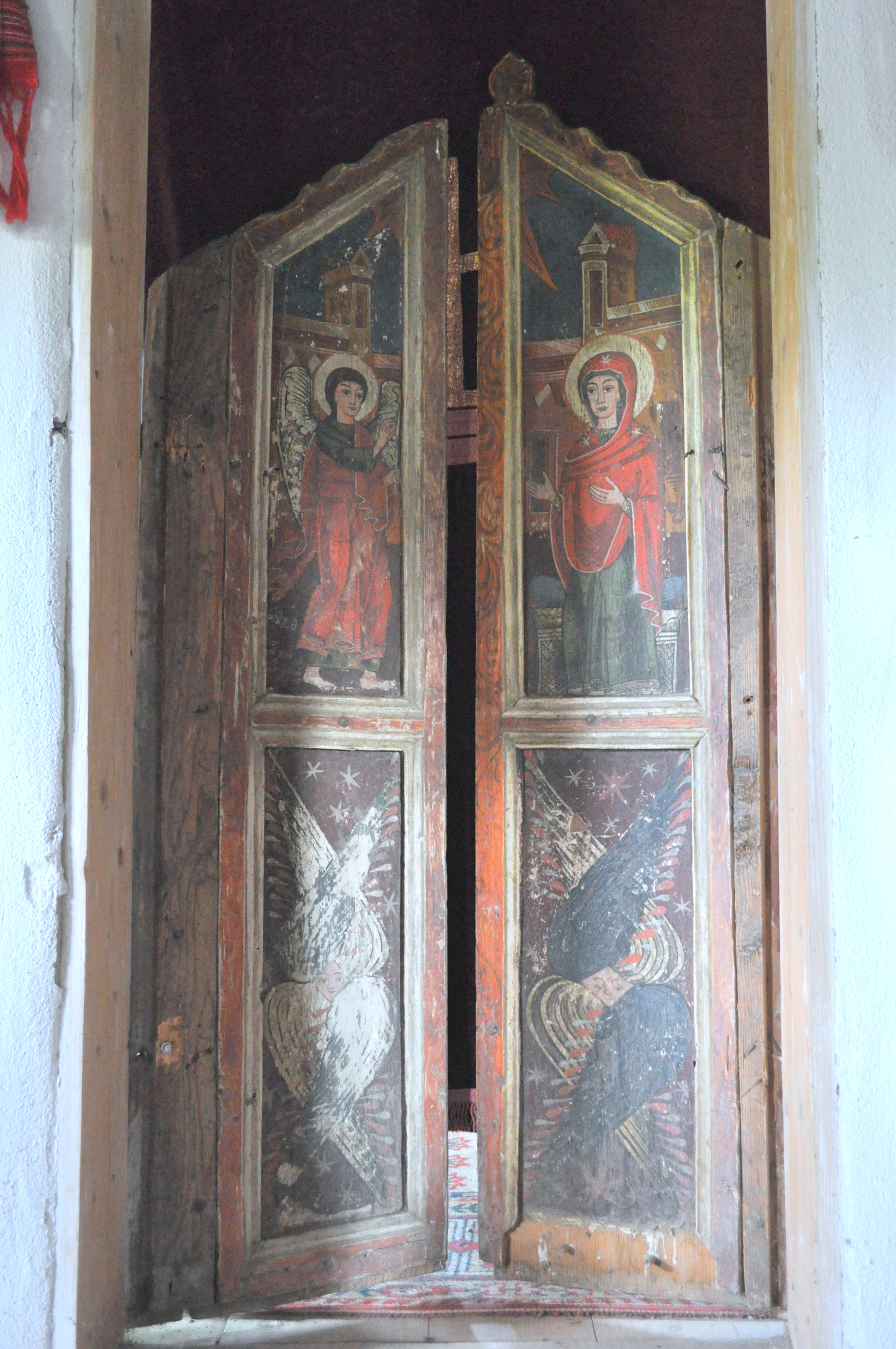
Ușile împărătești

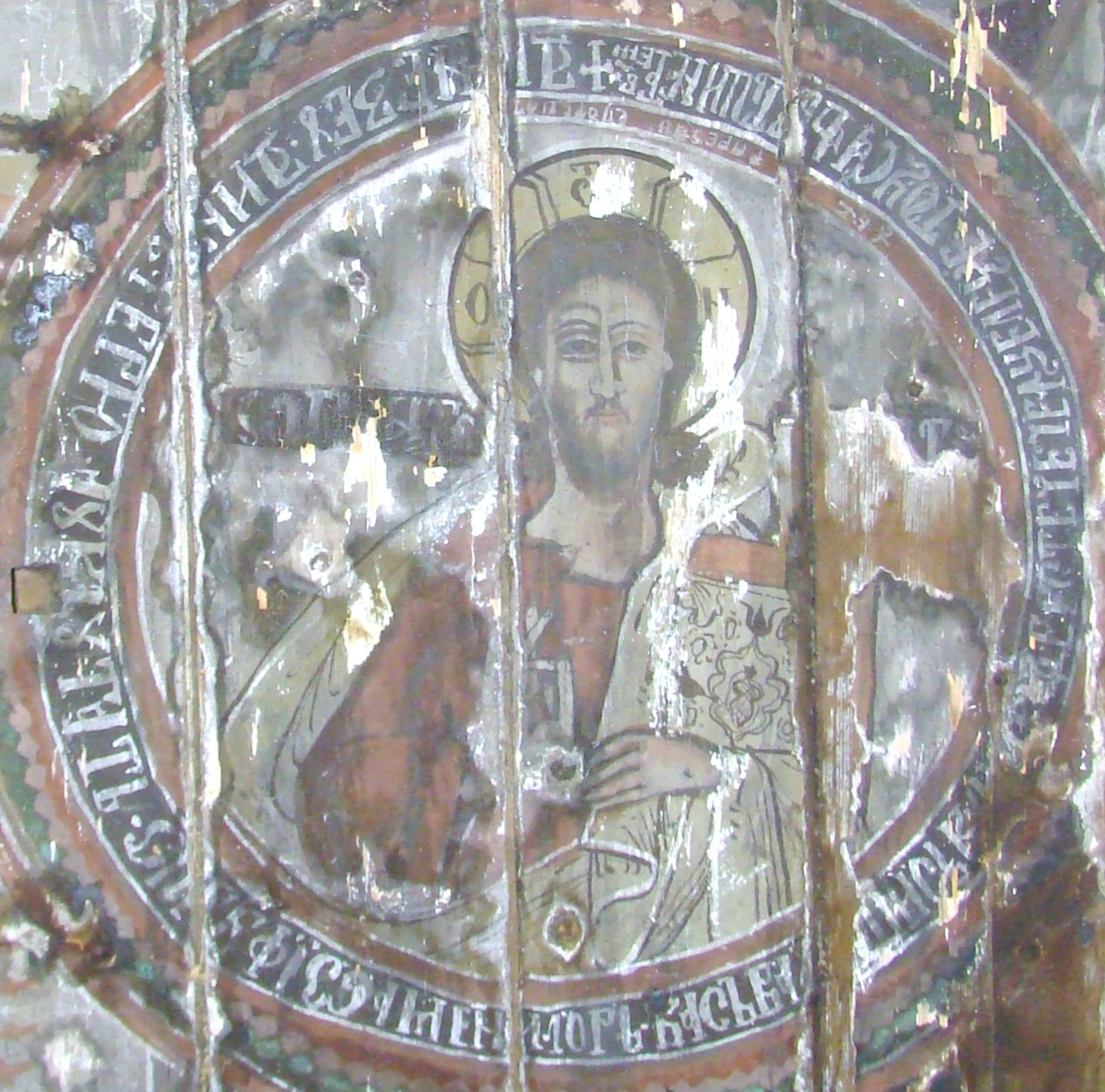
Pantocrator

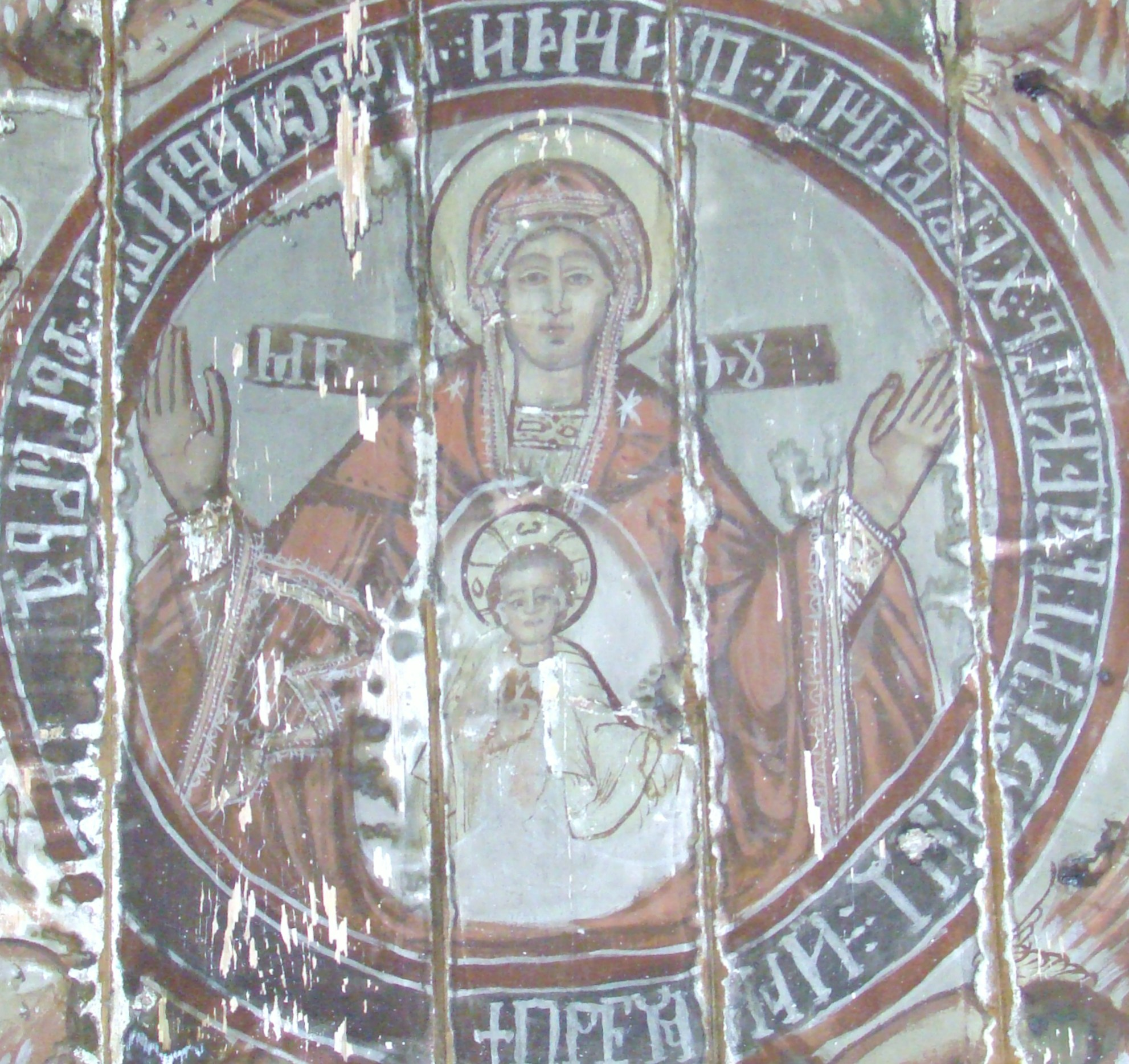
Maria Orantă

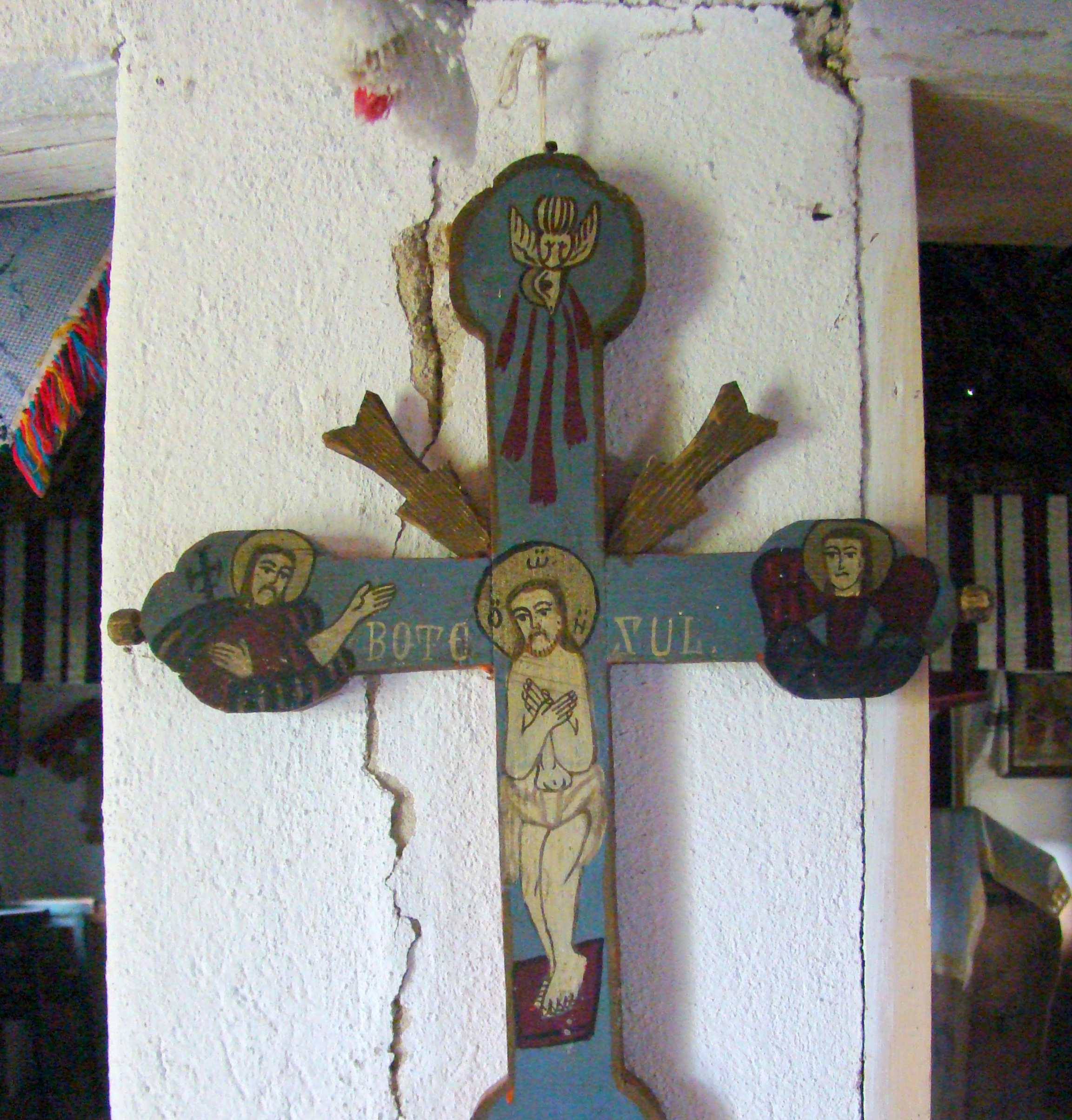
Cruce de lemn pictată

Biserica de lemn din Sângătin, comuna Apoldu de Jos, județul Sibiu, datează din anul 1687. Are hramul „Sfinții Arhangheli Mihail și Gavriil”. Biserica se află pe noua listă a monumentelor istorice sub codul LMI: SB-II-m-B-12542.

## Istoric
Satul Sângătin este atestat, sub denumirea Enyed Minor, într-un act de cancelarie emis la 1291, prin care regele Ungariei Andrei al III-lea „confirma Capitulului de Alba șederea a 60 de manse (locuințe) de români pe proprietățile Fylesd et Enud”. Memoria colectivă perpetuează însă o tradiție și mai veche, potrivit căreia, la anul 1200, pe urmele unei vechi locuiri antice s-ar fi pus bazele unei colonii săsești, formată din câteva familii, care proveneau din cetatea Aiudului. Astfel, noua localitate s-a chemat Aiudul Mic. La scurt timp după fondare, colonia săsească s-a destrămat, iar pe acest loc s-au așezat familii de români. Românii au reținut numele Sfântului Egidiu, preluat în varianta săsească Angetn sau Engeten, și pe care l-au adaptat fonetic, adăugându-i totodată, după vechea tradiție autohtonă particula „Sân(t)”. 
Nașterea Bisericii de lemn din Sângătin e învăluită în mister: nu se cunosc cu certitudine nici anul, nici împrejurările edificării lăcașului. Sătenii povestesc însă că ar fi fost adusă din alt sat, cândva între anii 1680-1687, ceea ce înseamnă că la acea dată avea deja câțiva ani de existență. 
În tradiția satului se spune că biserica ar fi fost adusă pe Valea Spinelui, deci din(spre) localitatea Topârcea. Variantă este consemnată și în micromonografia comunei Apoldu de Jos, publicată în 1998: „a fost găsită o scândură bătută la ușa bisericii peste bârne cu un text scris cu litere chirilice și după care s-a putut deduce că biserica a fost adusă, de fapt, din Topârcea.
Într-o altă versiune, consemnată de părintele Fara din Ludoș, în 1970, se spune că Biserica din Sângătin ar fi fost adusă din satul Ludoș. Bazându-se pe mărturisirile tatălui său, același preot adăuga faptul că biserica „nu a fost desfăcută, ci pusă pe tălpi ca de sanie și dusă întreagă, trasă de mai multe perechi de boi și bivoli”. 
Documentele nu vorbesc despre aceste începuturi, dar pomenesc biserica în secolele următoare. Astfel, în șematismele Arhidiecezei de Făgăraș și Alba Iulia se afirmă că încă din primii ani ai secolului al XVIII-lea, întreaga comunitate românească din Sângătin a adoptat unirea cu Biserica Romei. 
De 1756 sunt legate două momente importante din viața acestui lăcaș. Acest an este incizat în partea stângă a ușii de la intrarea în biserică, alături de o inscripție care consemnează 1756 ca fiind anul morții primului preot greco-catolic din Sângătin, popa Oprea. De asemenea, tot în 1756 este atestată documentar trecerea înapoi la ortodoxie a unui număr însemnat de locuitori ai satului Sângătin. Așa se face că în Vinerea Mare, ortodocșii și-au adus preotul în biserică, acțiune urmată de multe arestări. În 1760, într-o proclamație a împărătesei Maria-Theresia se poruncește ca bisericile ortodoxe să treacă înapoi la preoții uniți.
Pictura s-a conservat doar la nivelul bolții naosului și pe bolta absidei. În rest, scândura se arată golașă sau brăzdată de dâre negre, semn că apa prelinsă pe boltă a ras orice urmă de culoare. Puținele porțiuni de pictură aflată în stare bună dezvăluie ceea ce pare să fie cel mai vechi, dar și cel mai interesant ansamblu iconografic din bisericile de lemn din Sibiu.
Ușile împărătești sunt într-o stare neașteptat de bună. Datează de la 1769, iar autorul picturii este zugravul Pop Ivan din Rășinari, care și-a semnat și datat lucrarea. Tot aici este adăpostit unul dintre cele mai vechi clopote existente pe teritoriul județului. Este datat 1717 și care a scăpat de rechiziționarea ordonată în 1916 de statul austro-ungar, când multe clopote au fost luate din biserici și topite. Importantă este inscripția cu chirilice care atestă venerabila vârstă a clopotului: „an[ul] Dom[nu]lui 1717 - popa Toa[der] de la Sângătin - ...gătin”. De asemenea, pe același clopot se găsesc urmele în relief ale unei icoane. Ce reprezenta aceasta este greu de spus, dar cercetătorii menționează printre posibilele reprezentări pe  Fecioara Maria, flancată de Arhanghelii Mihail și Gavriil.  Clopotnița lăcașului abia are 1,5 metri înălțime.
Bani pentru lucrări de restaurare de la Ministerul Culturii nu s-au primit, cu excepția a 50.000 de lei, utilizați pentru refacerea acoperișului de șiță care era practic distrus și a reprezentat și cauza deteriorării picturii murale.

## Biblliografie
Maria SPĂTARIU - Sângătin: pictura celei mai vechi Biserici de lemn din Sibiu este grav deteriorată (Ziarul Tribuna)

## Imagini din interior

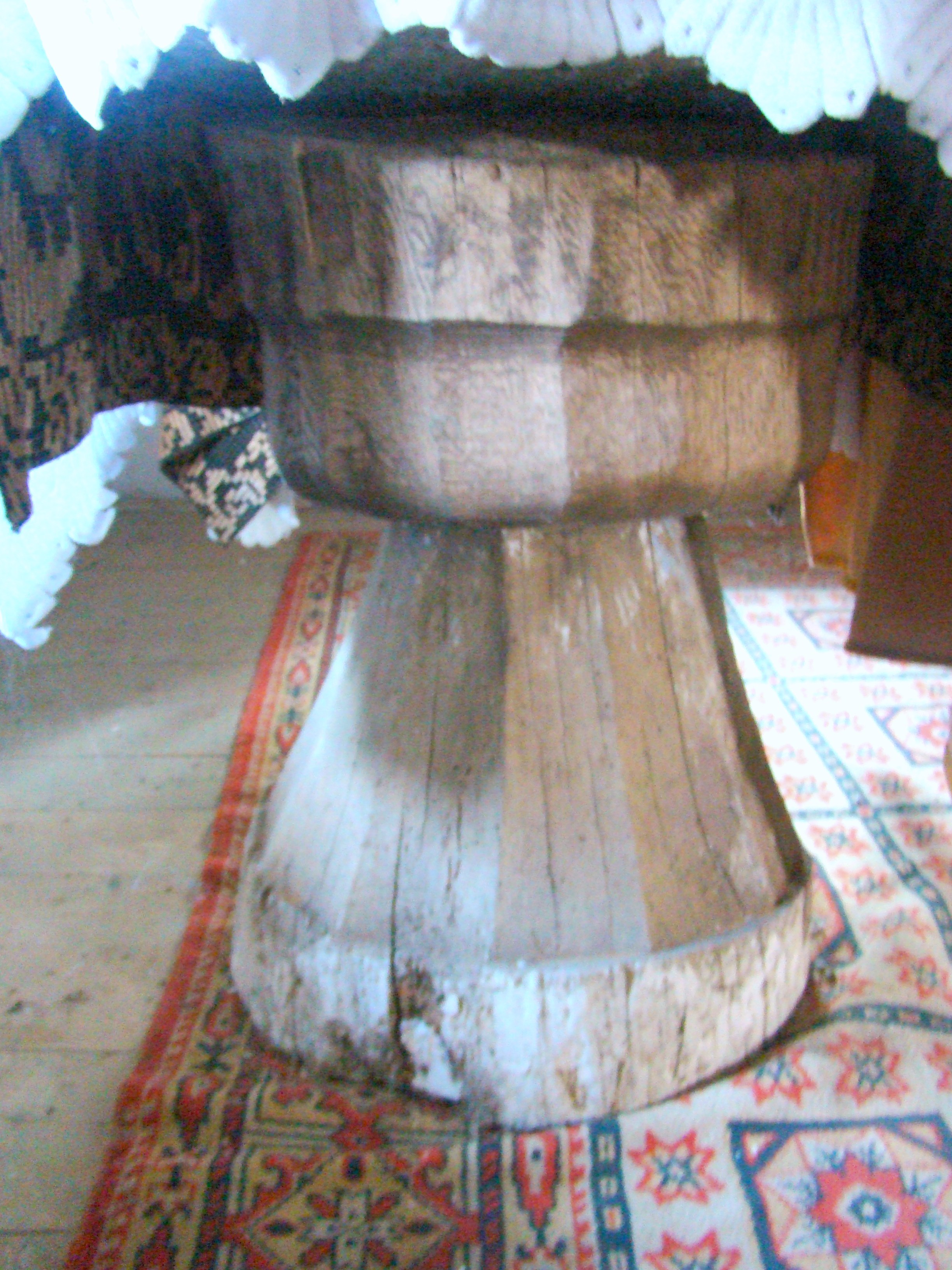
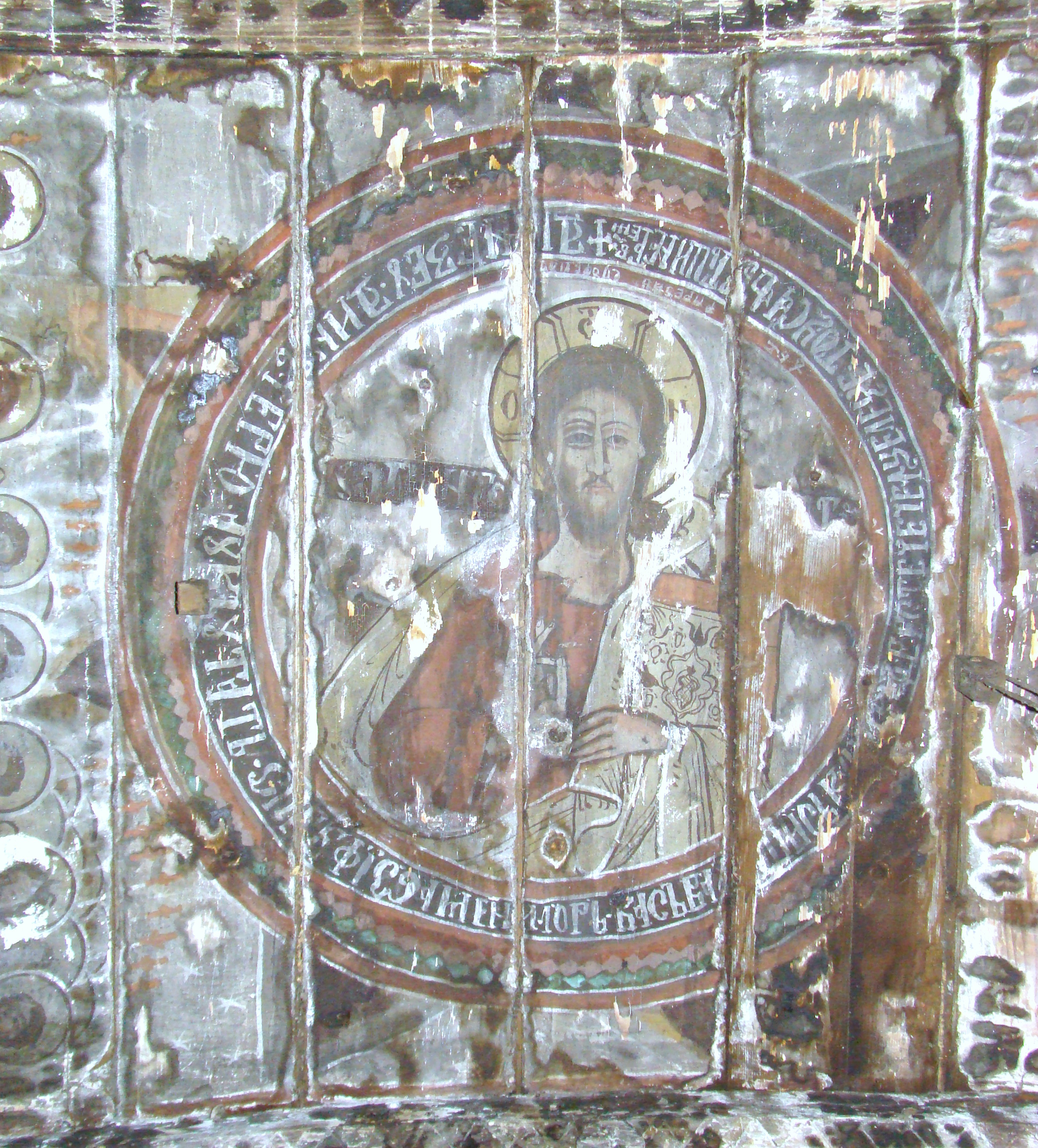
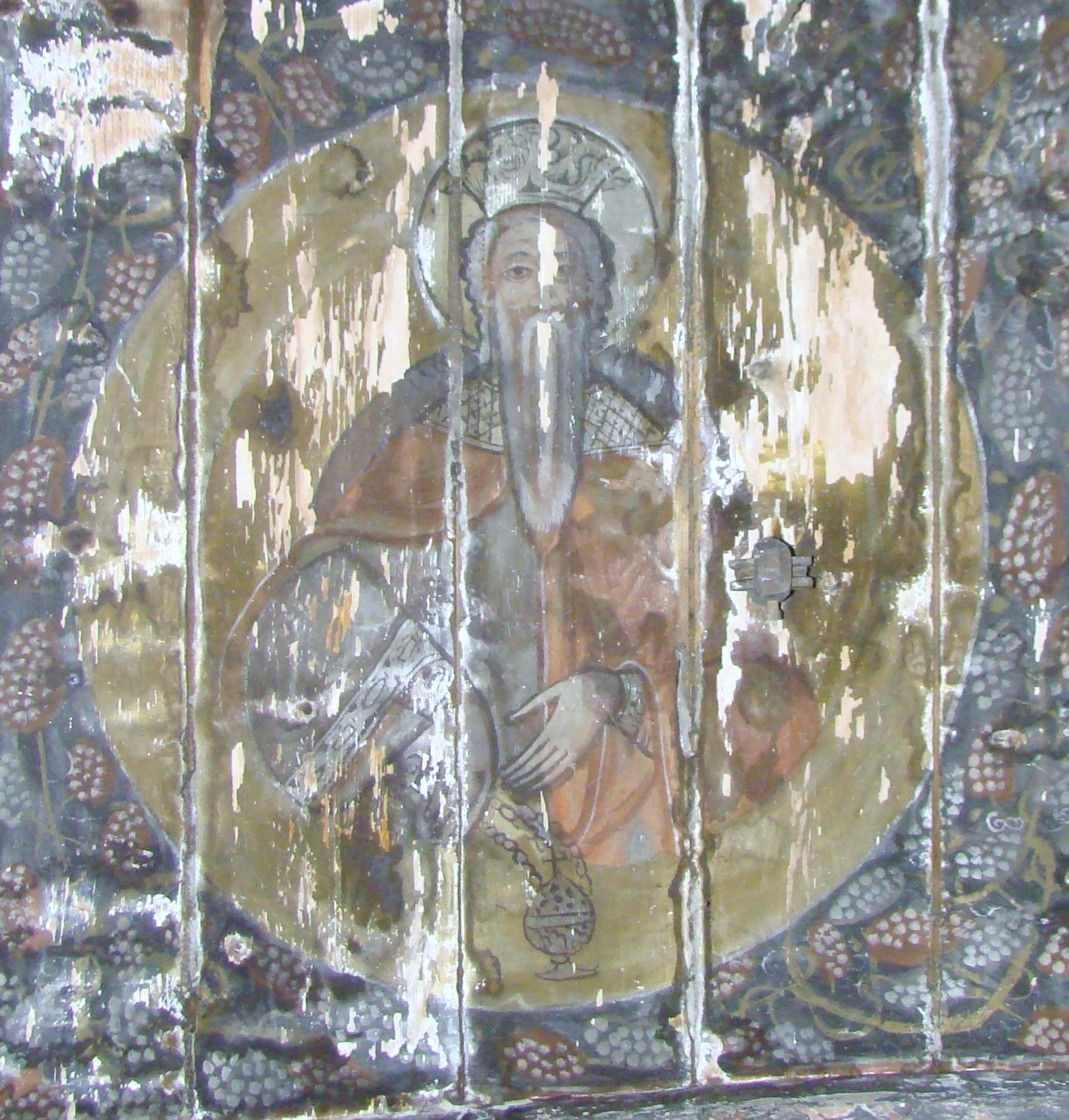
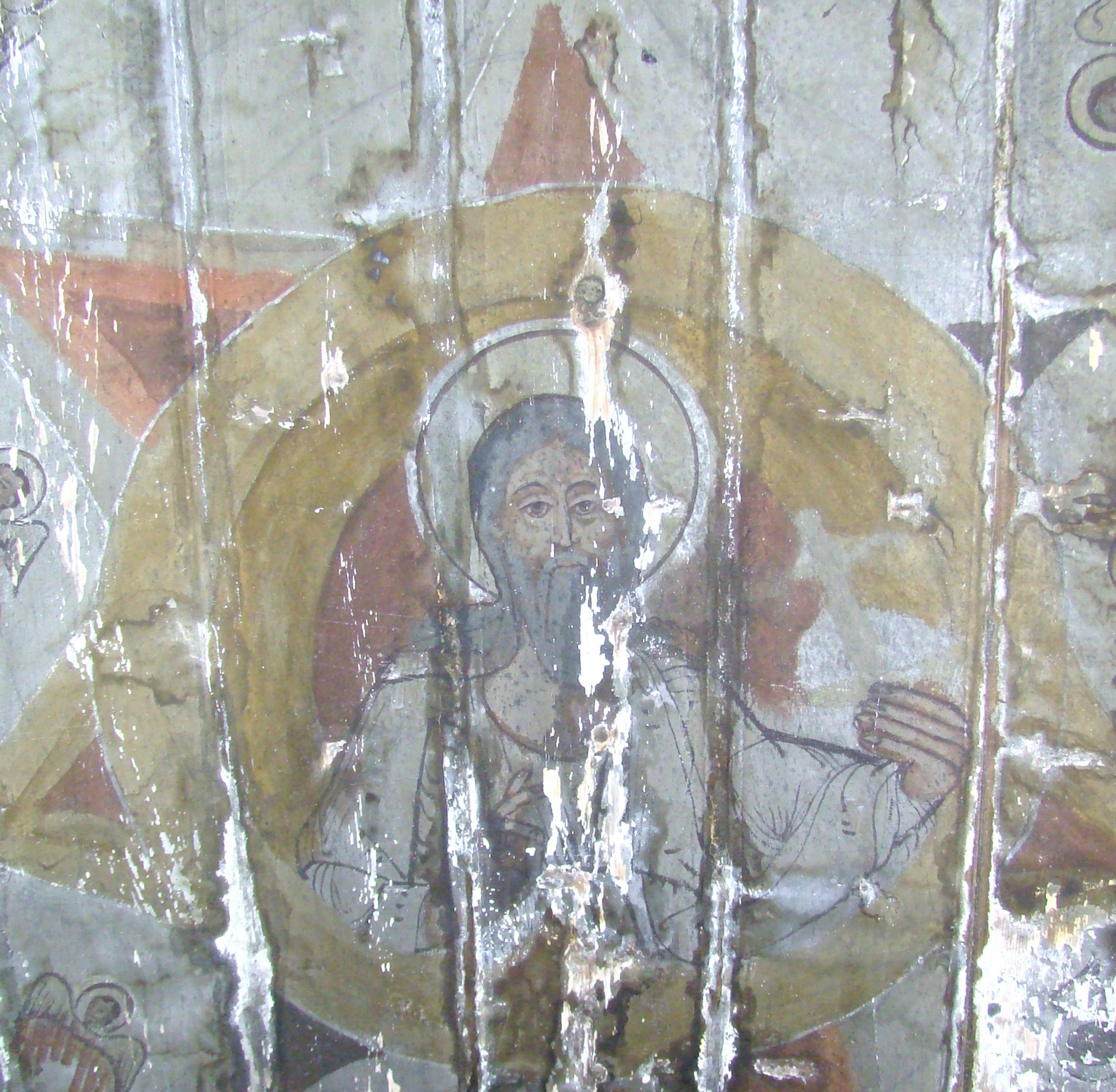
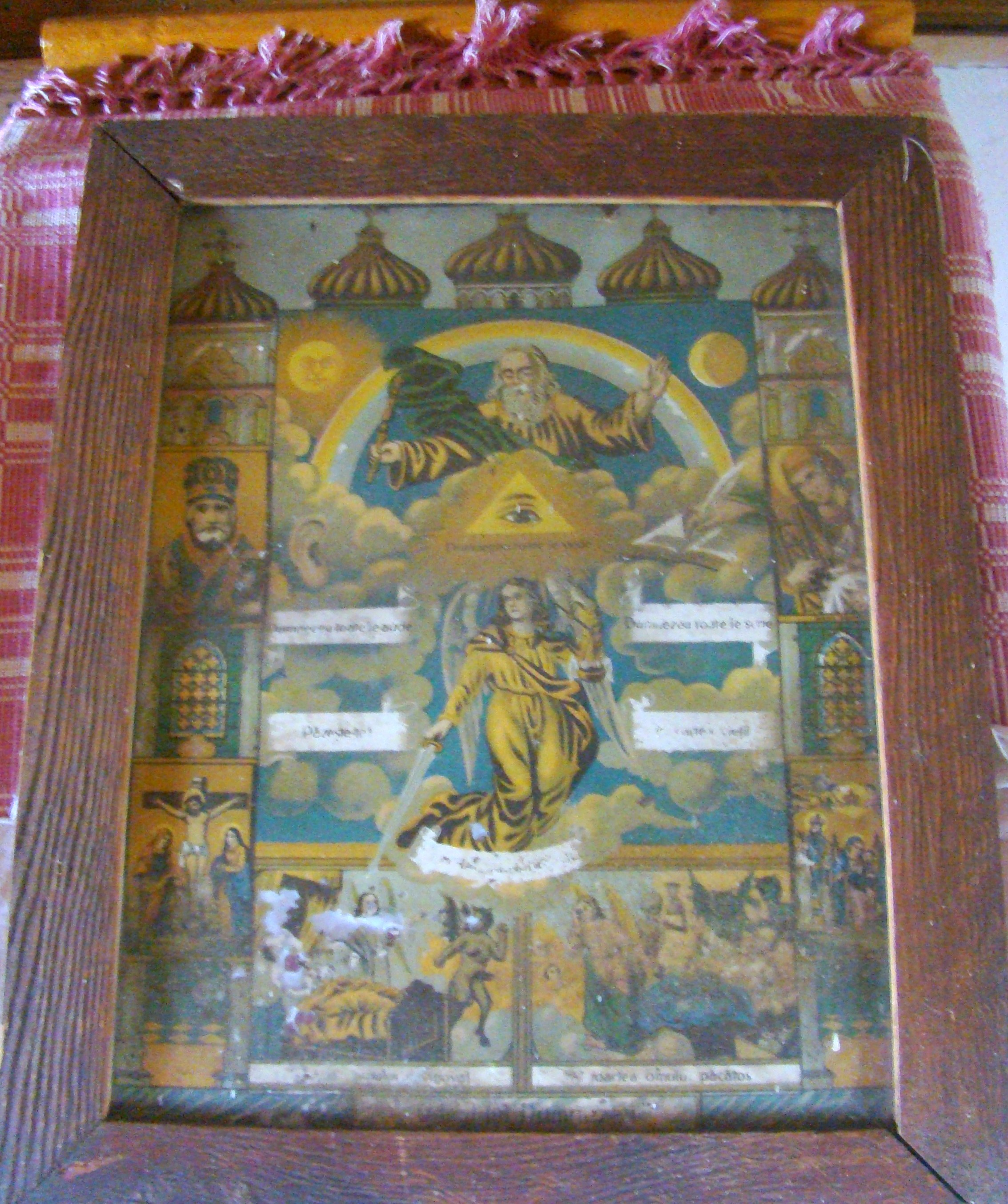
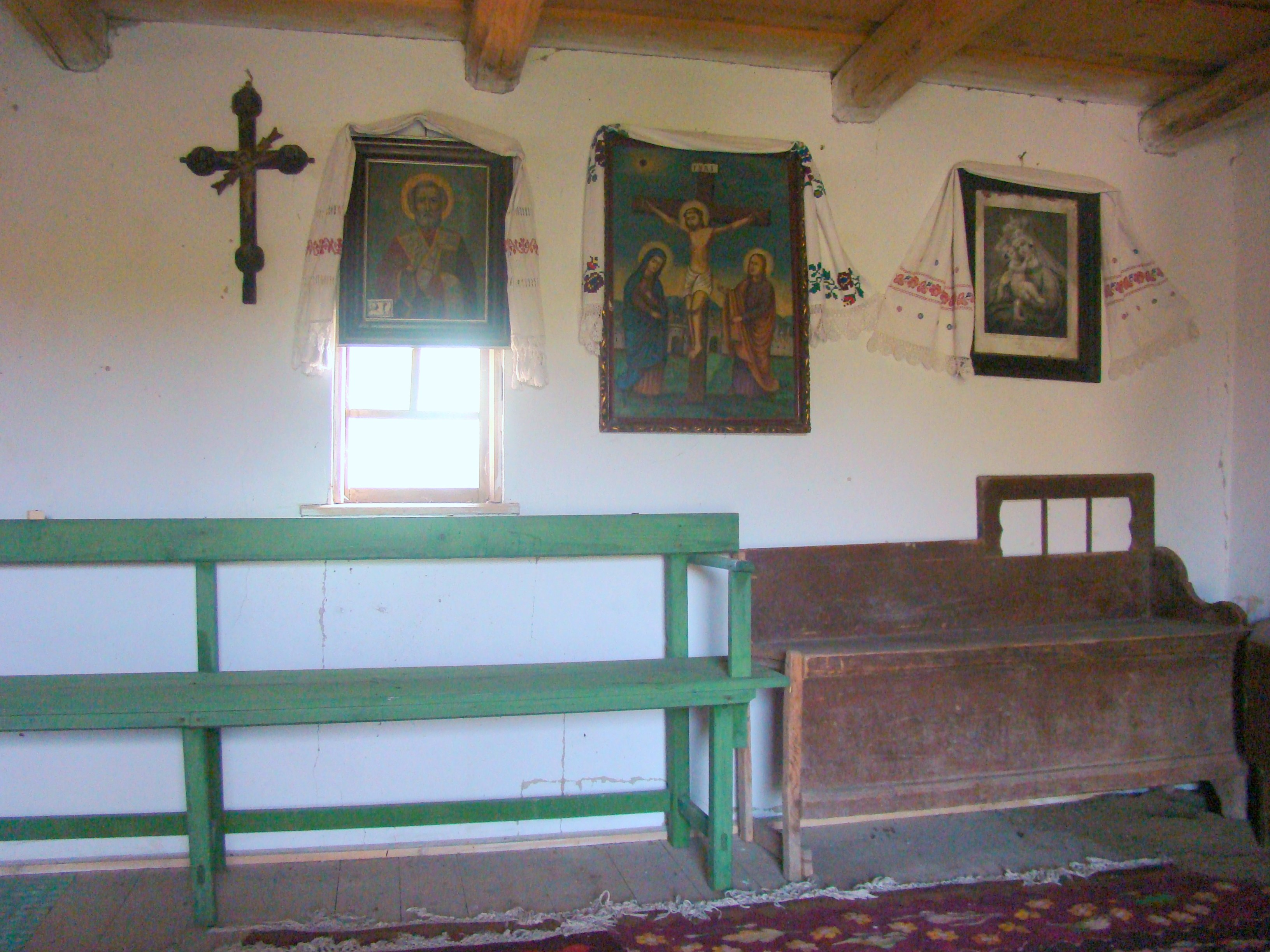
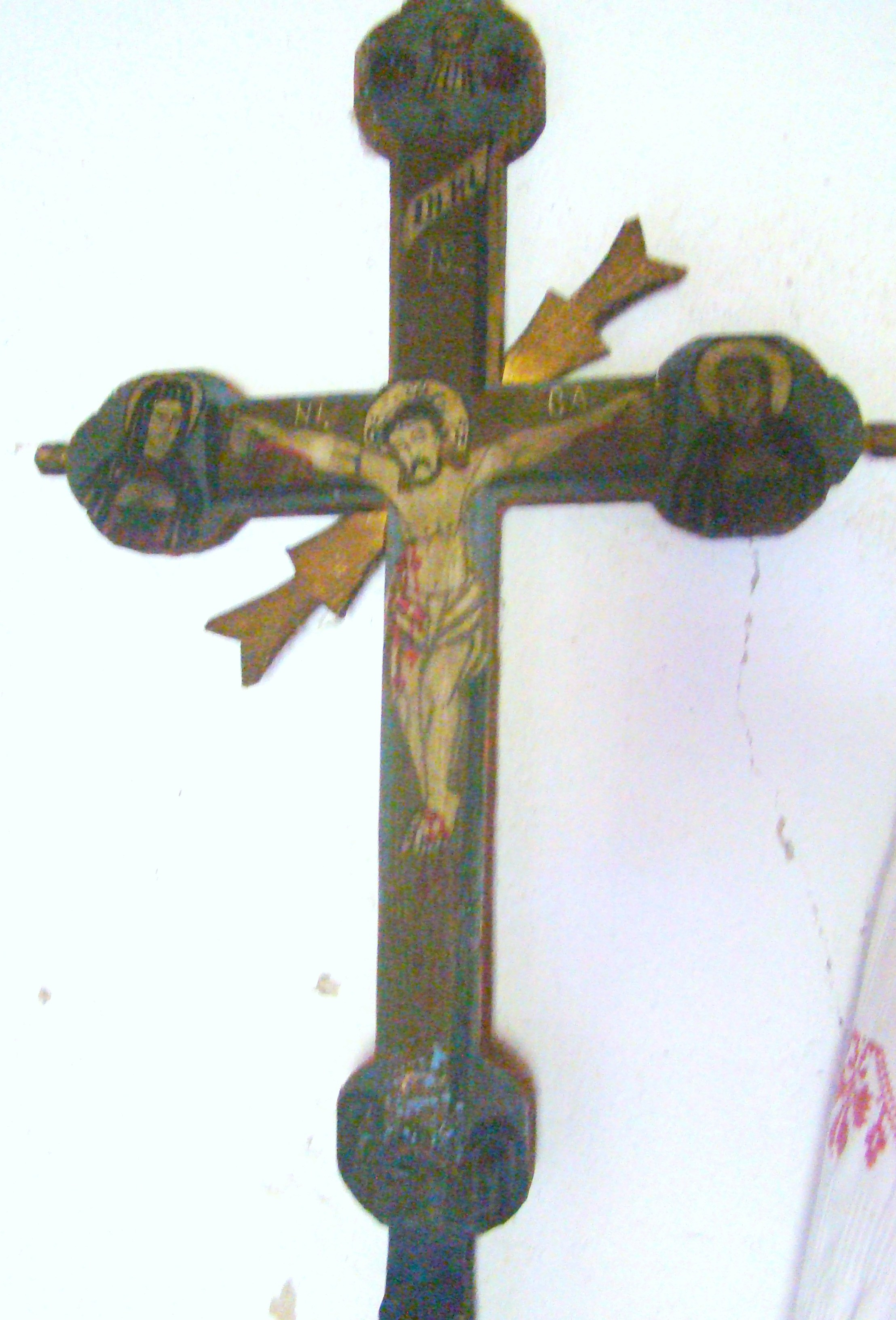

## Imagini din exterior

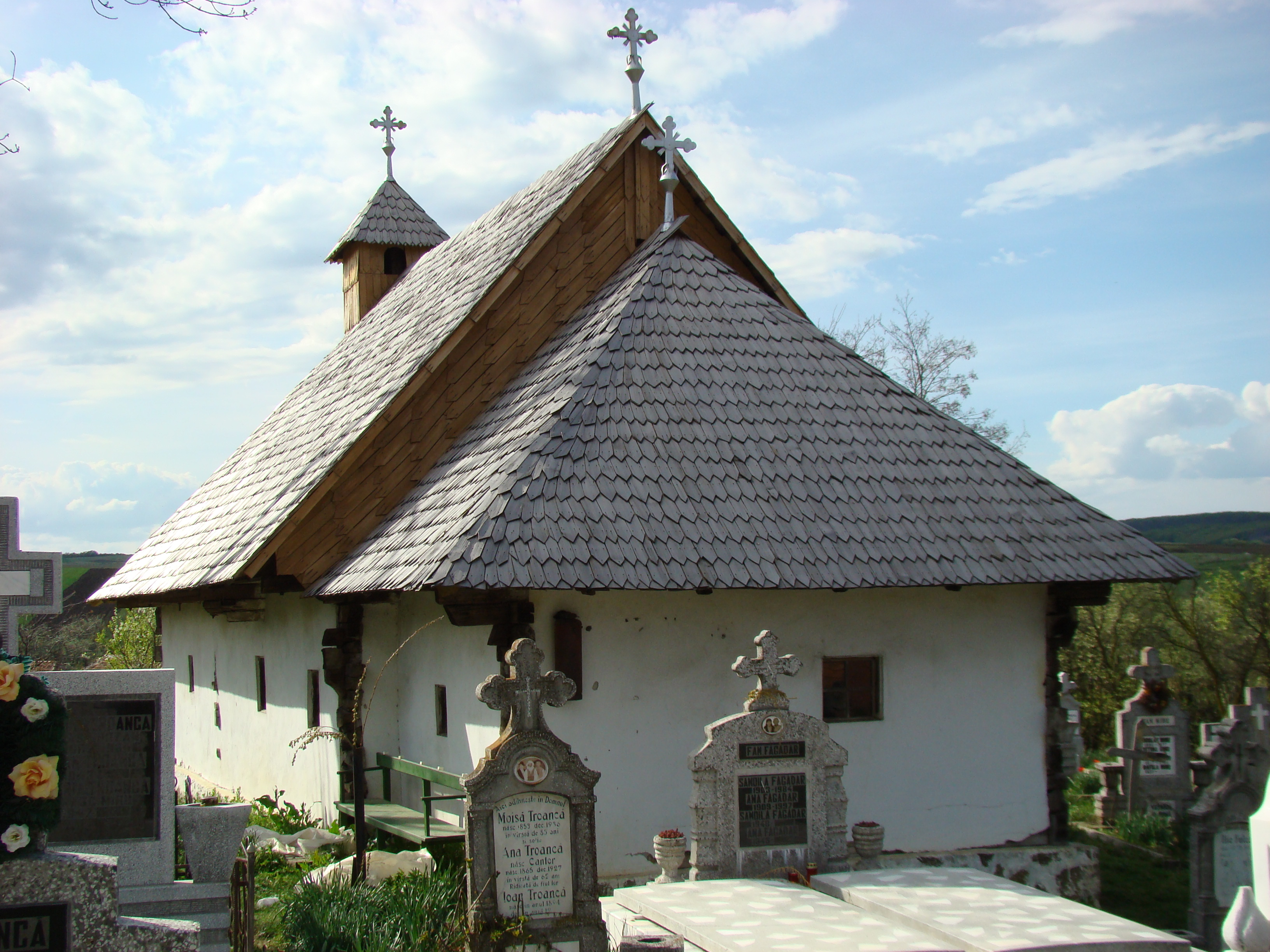
Vedere de ansamblu
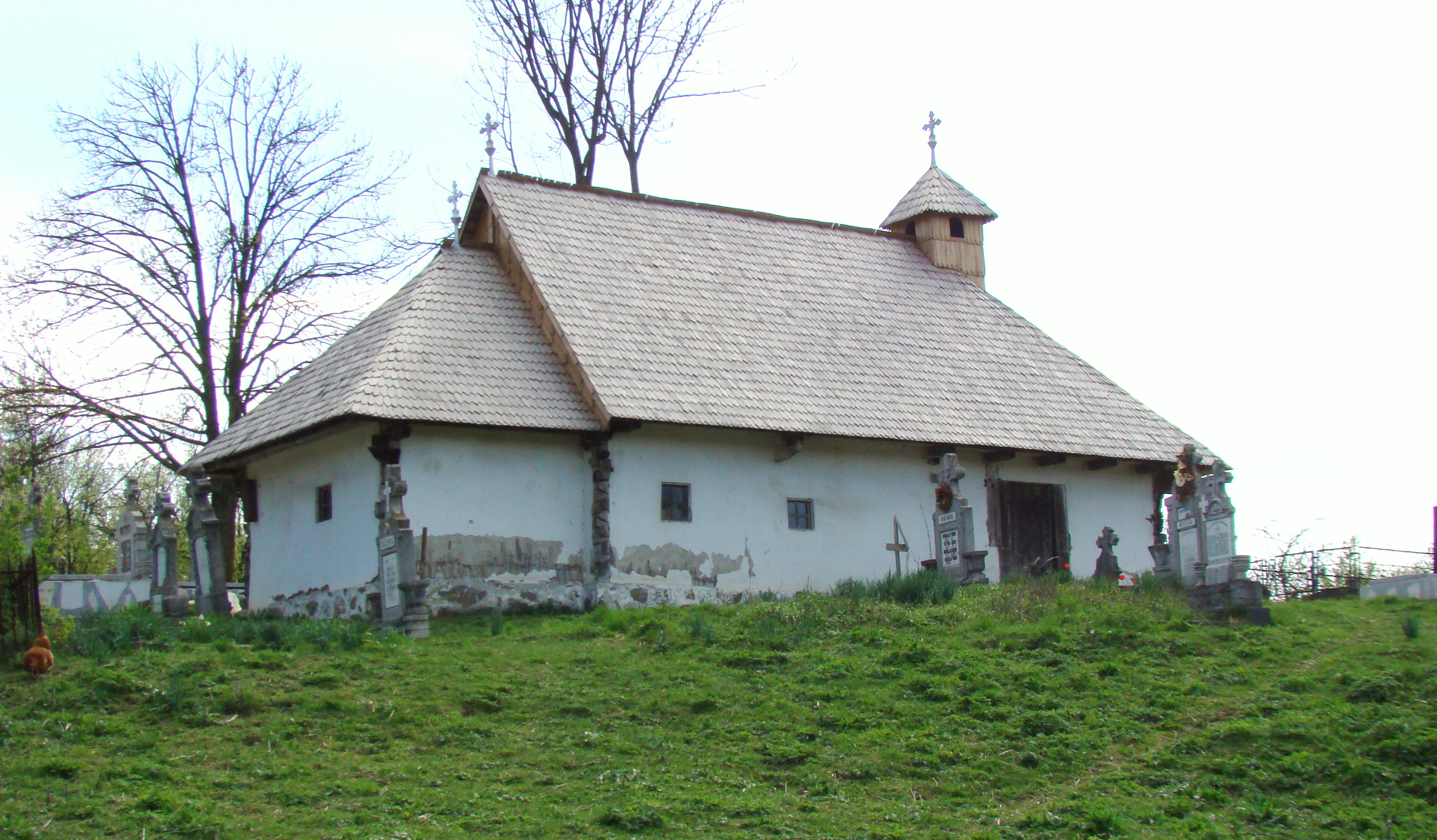
Vedere din nord
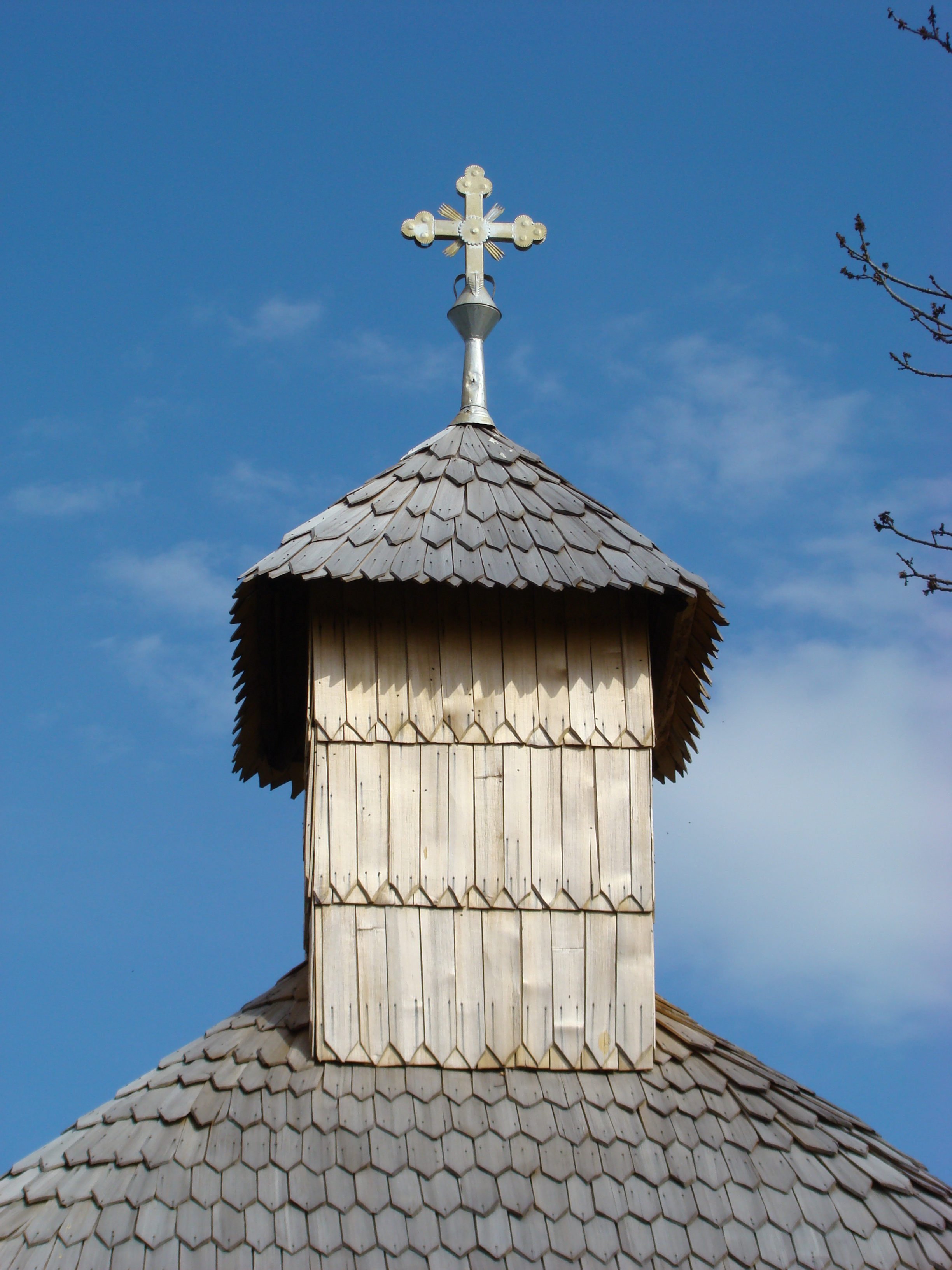
Turnul bisericii
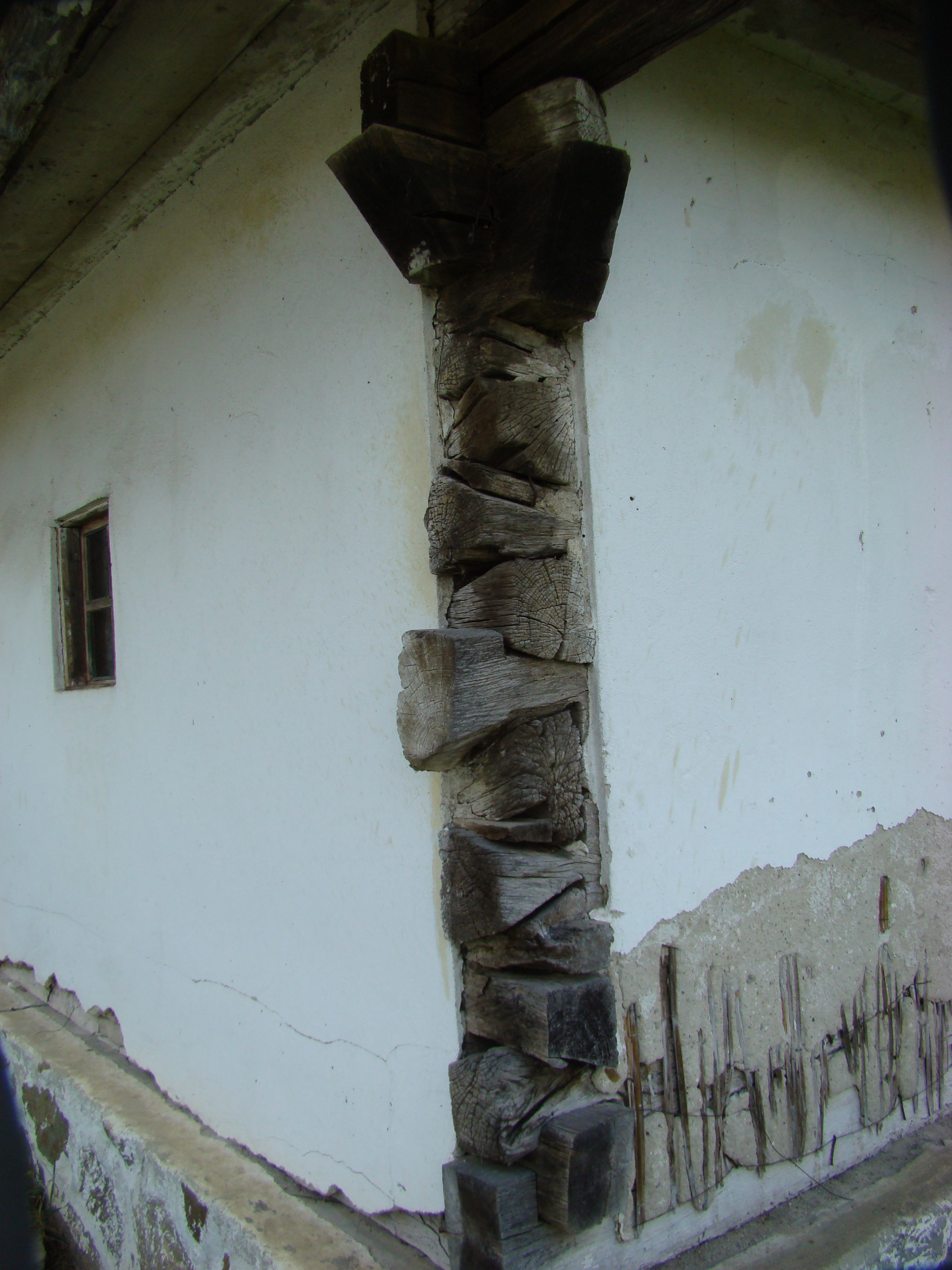
Îmbinarea grinzilor
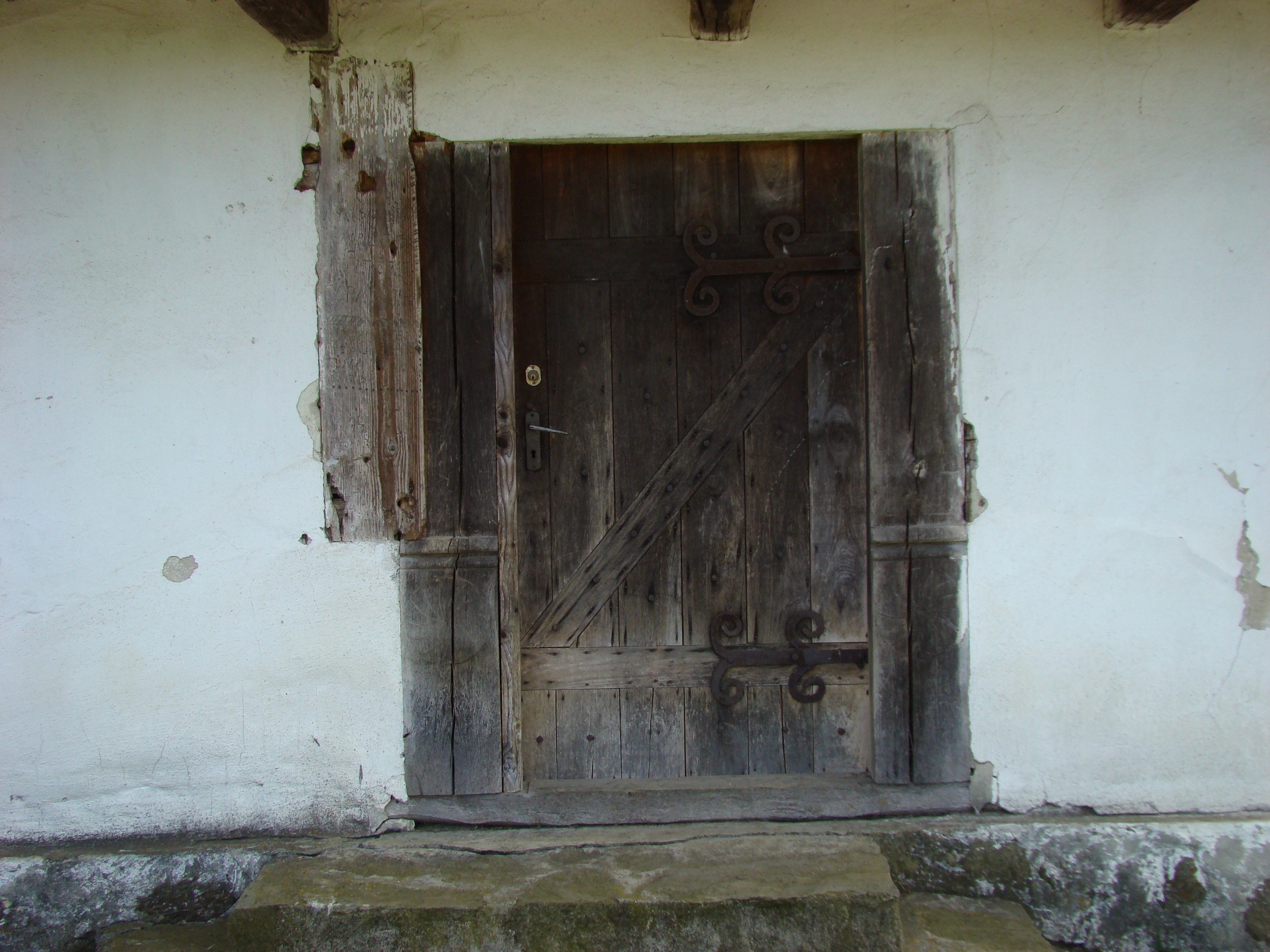
Intrarea în biserică
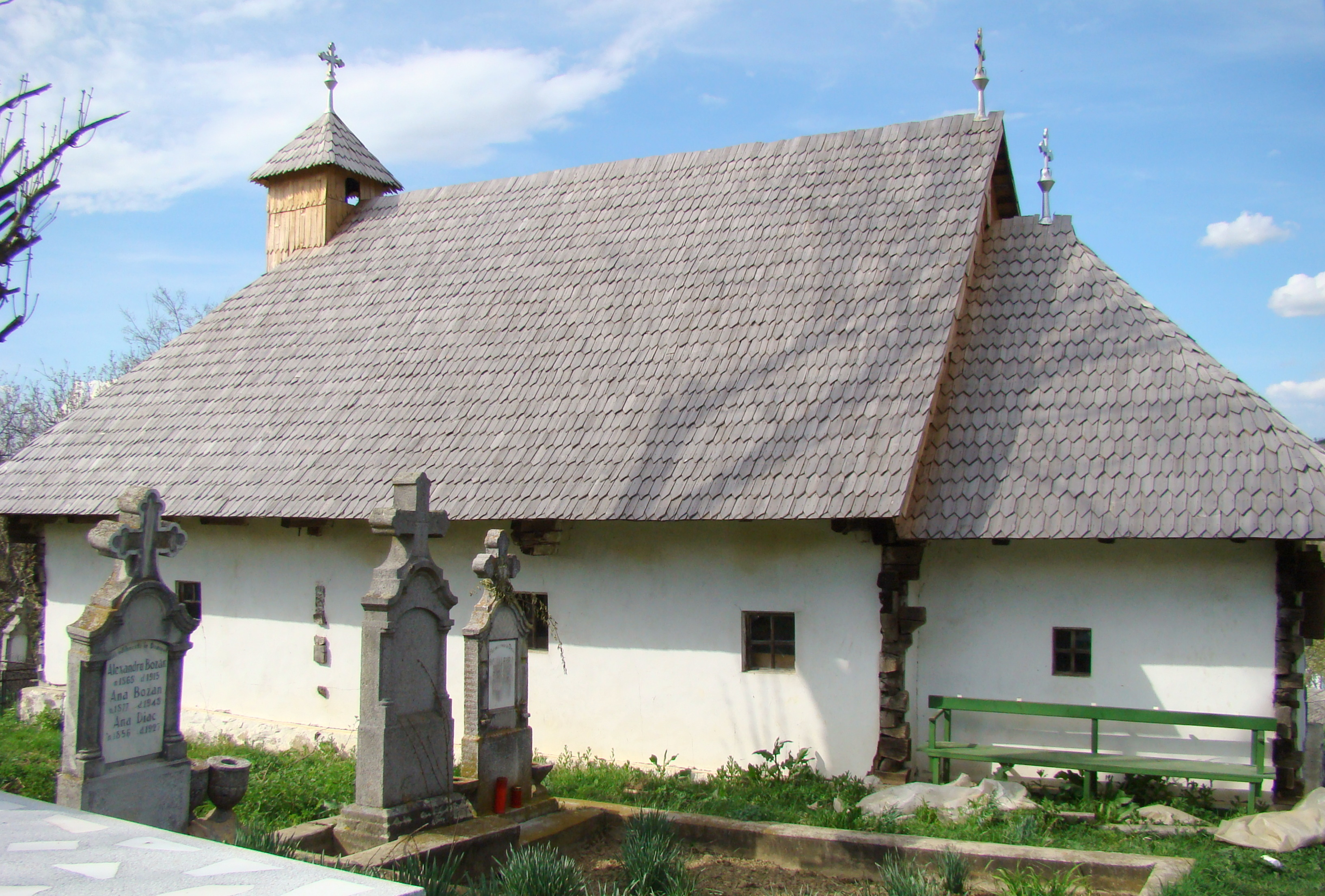
Vedere din sud
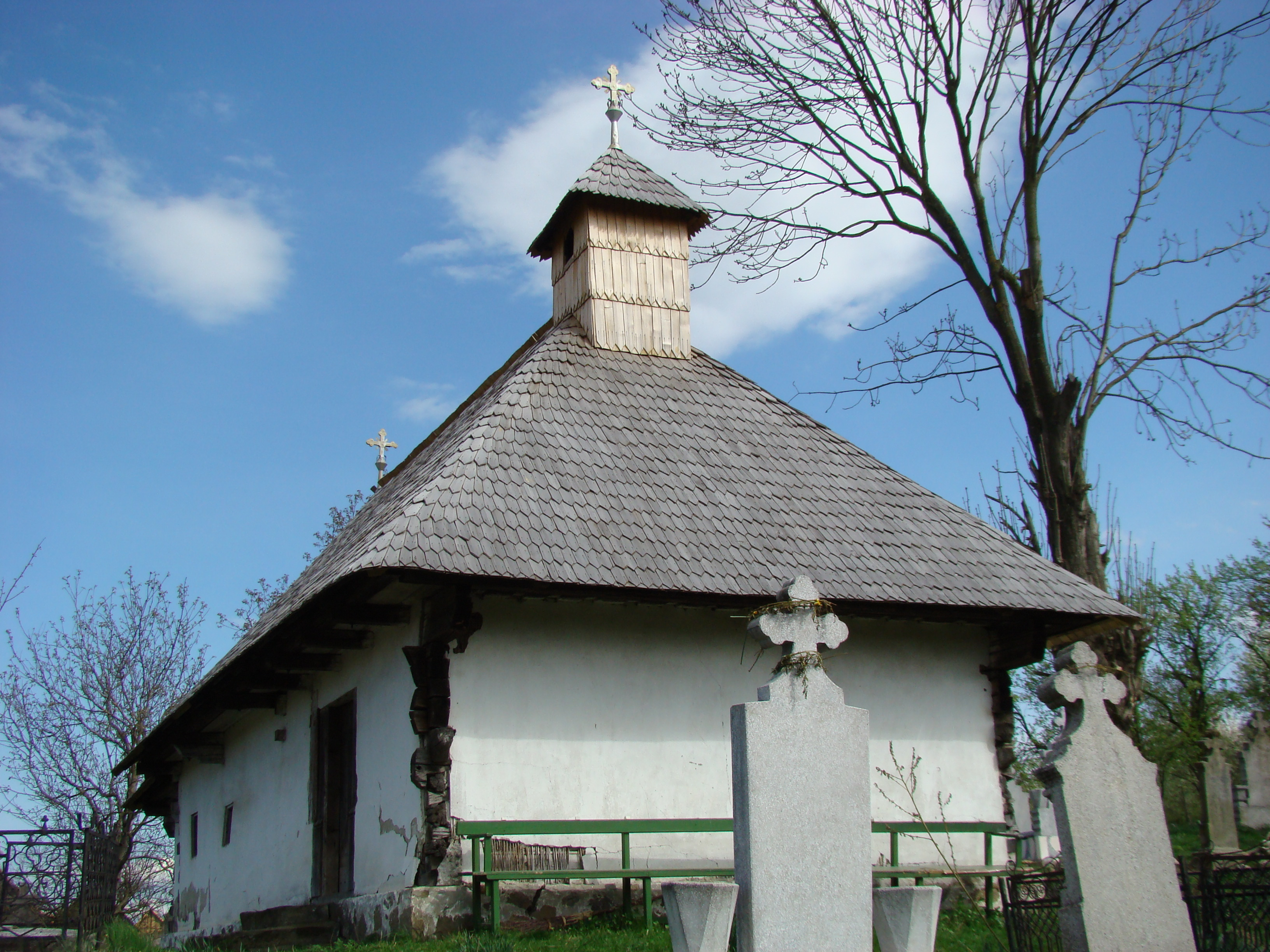
Vedere din vest
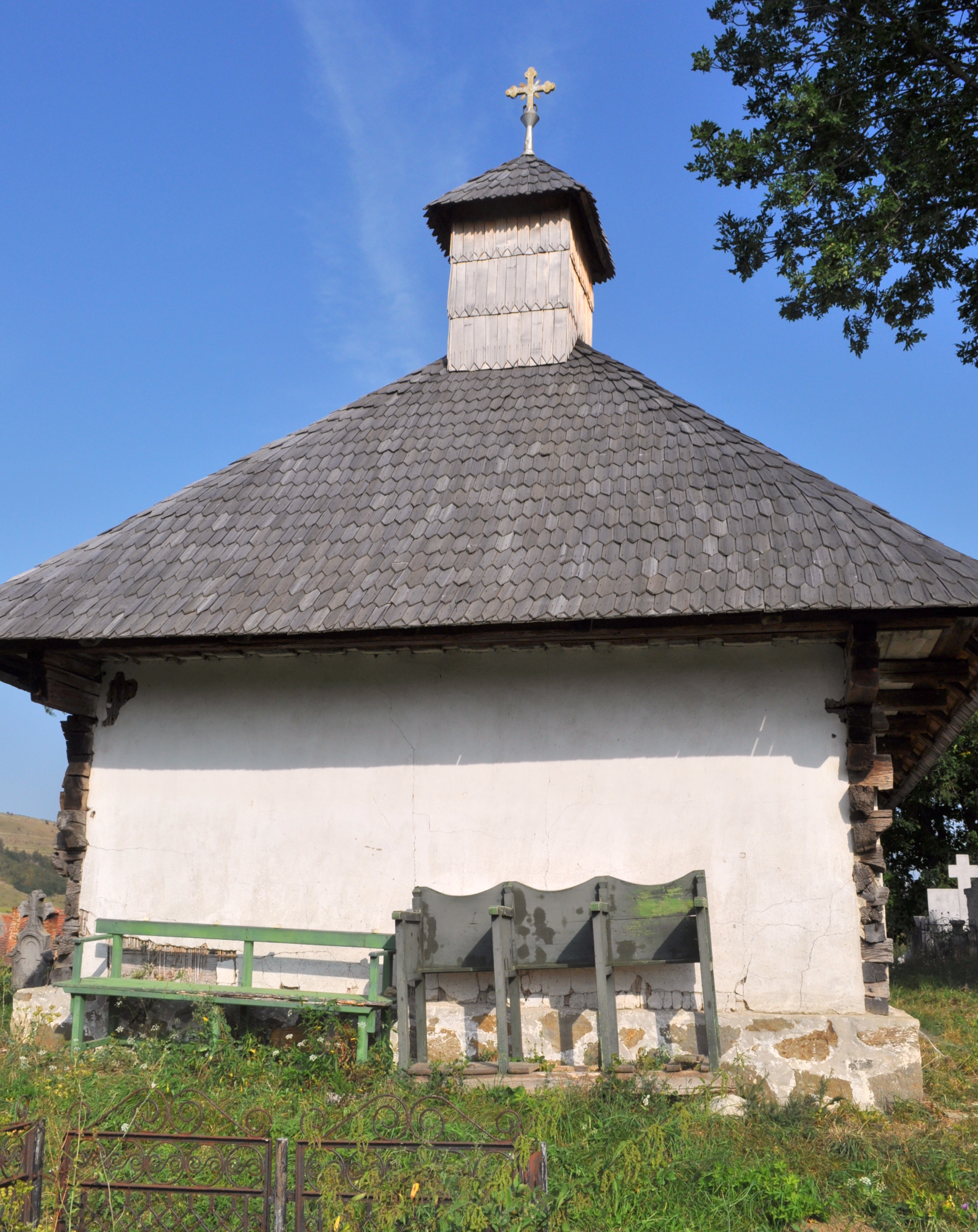
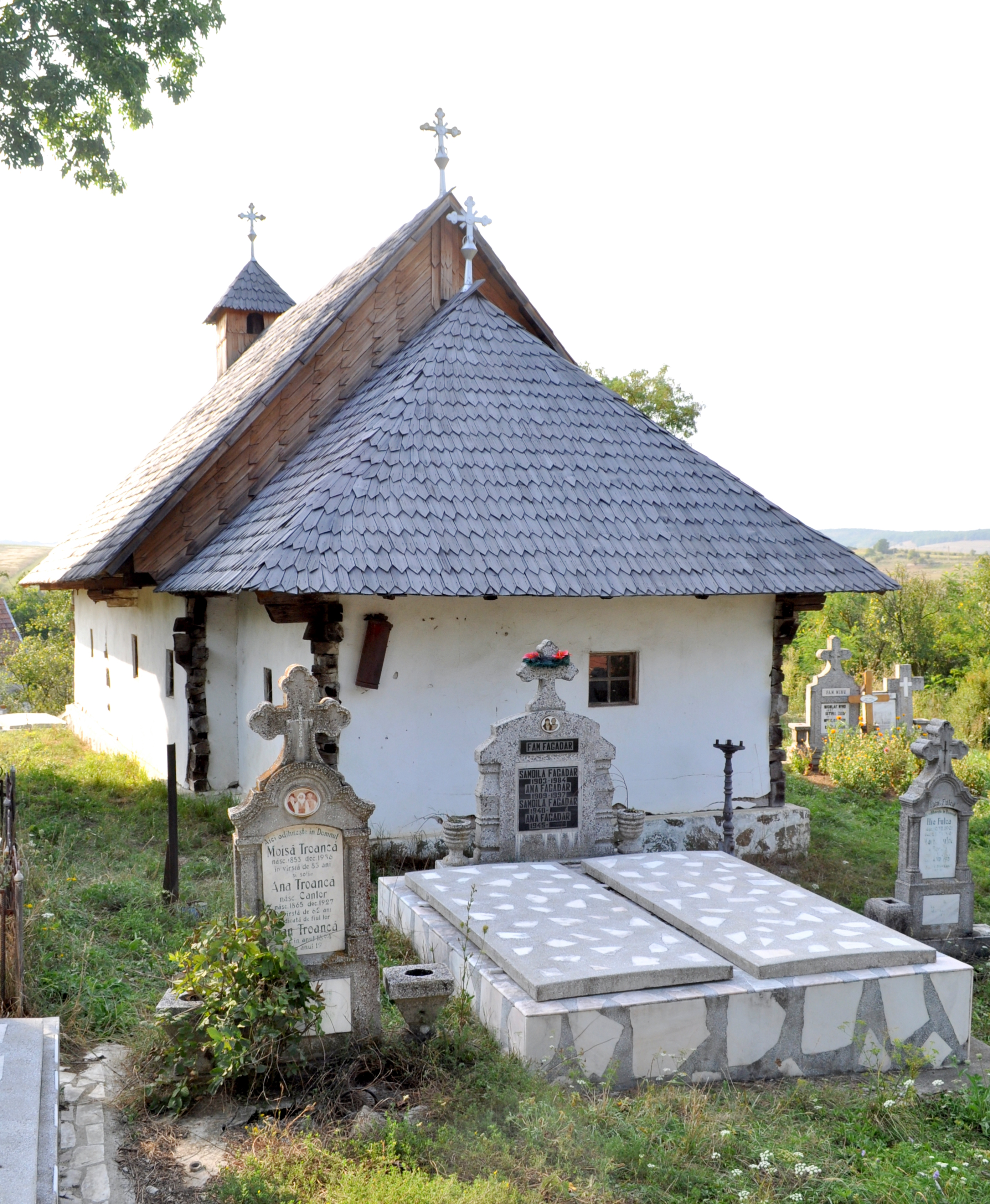
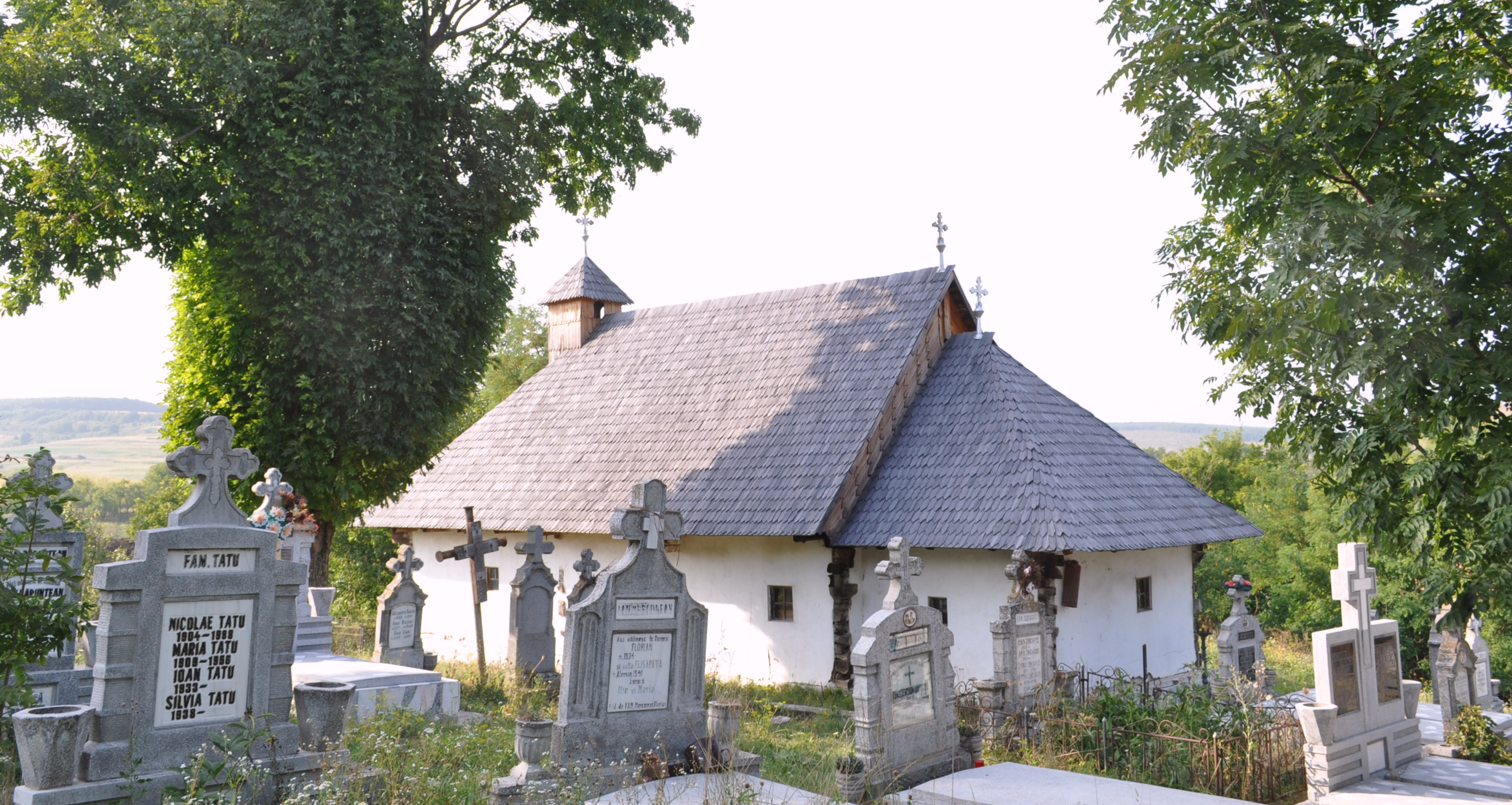
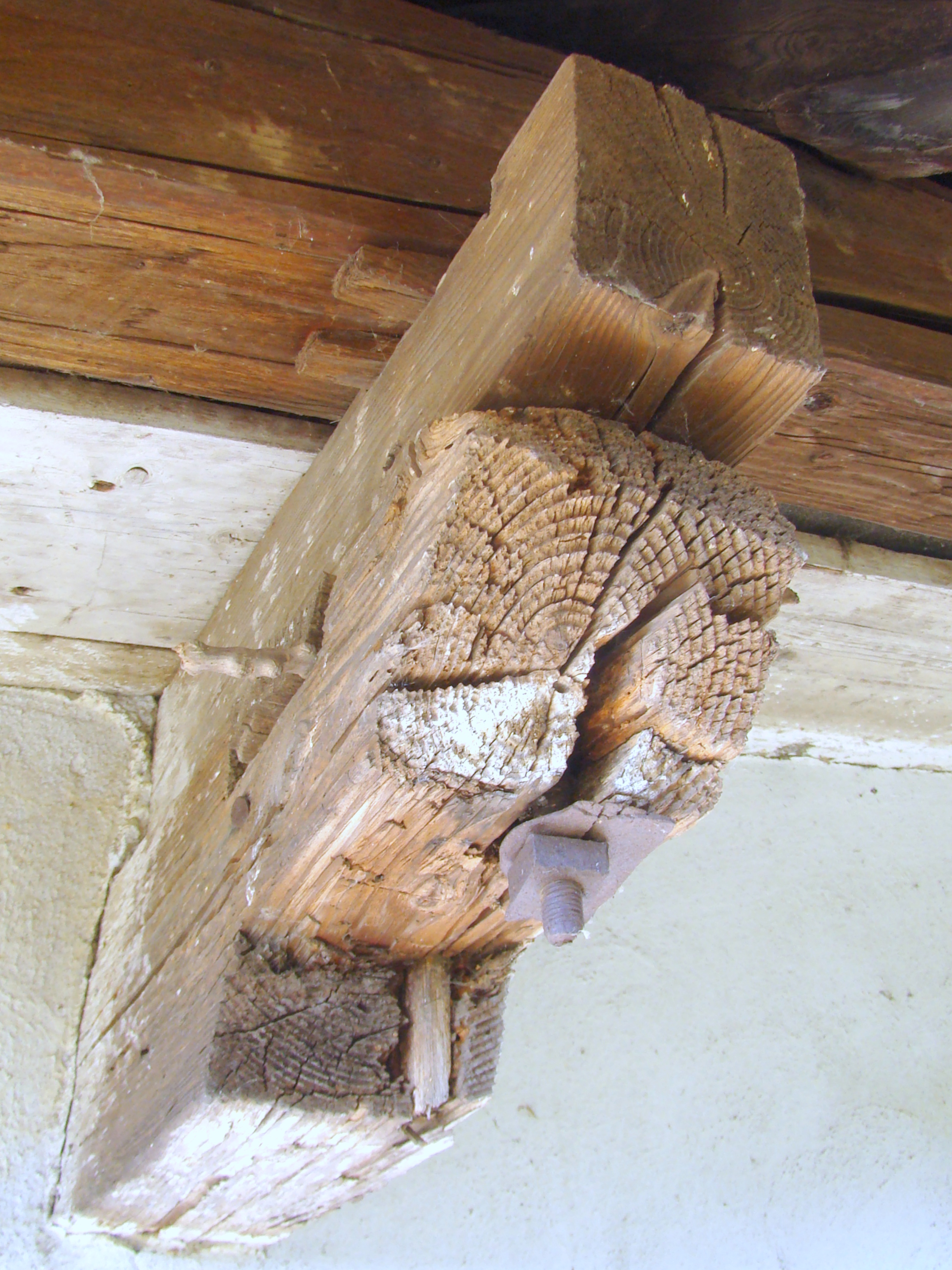
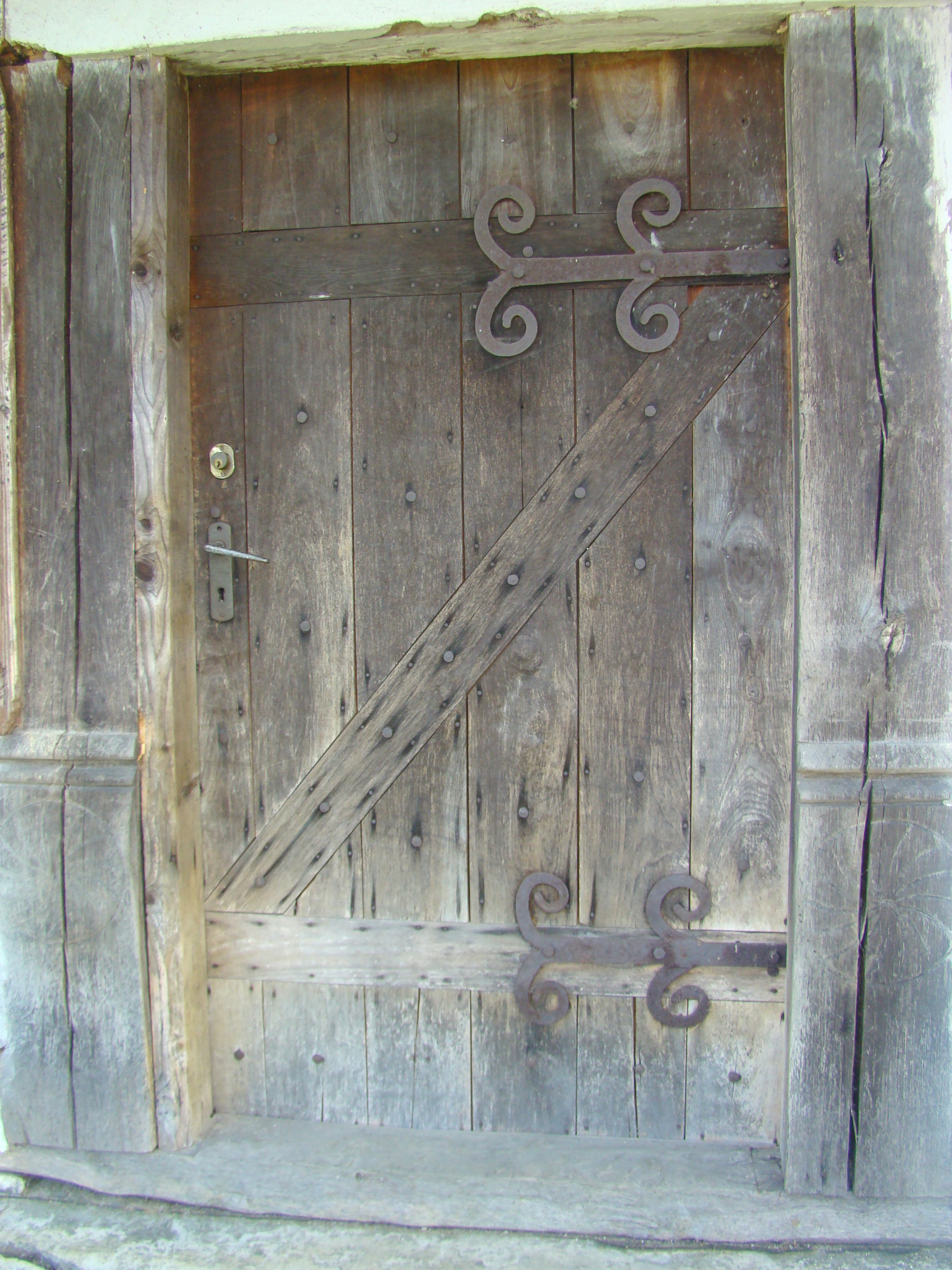
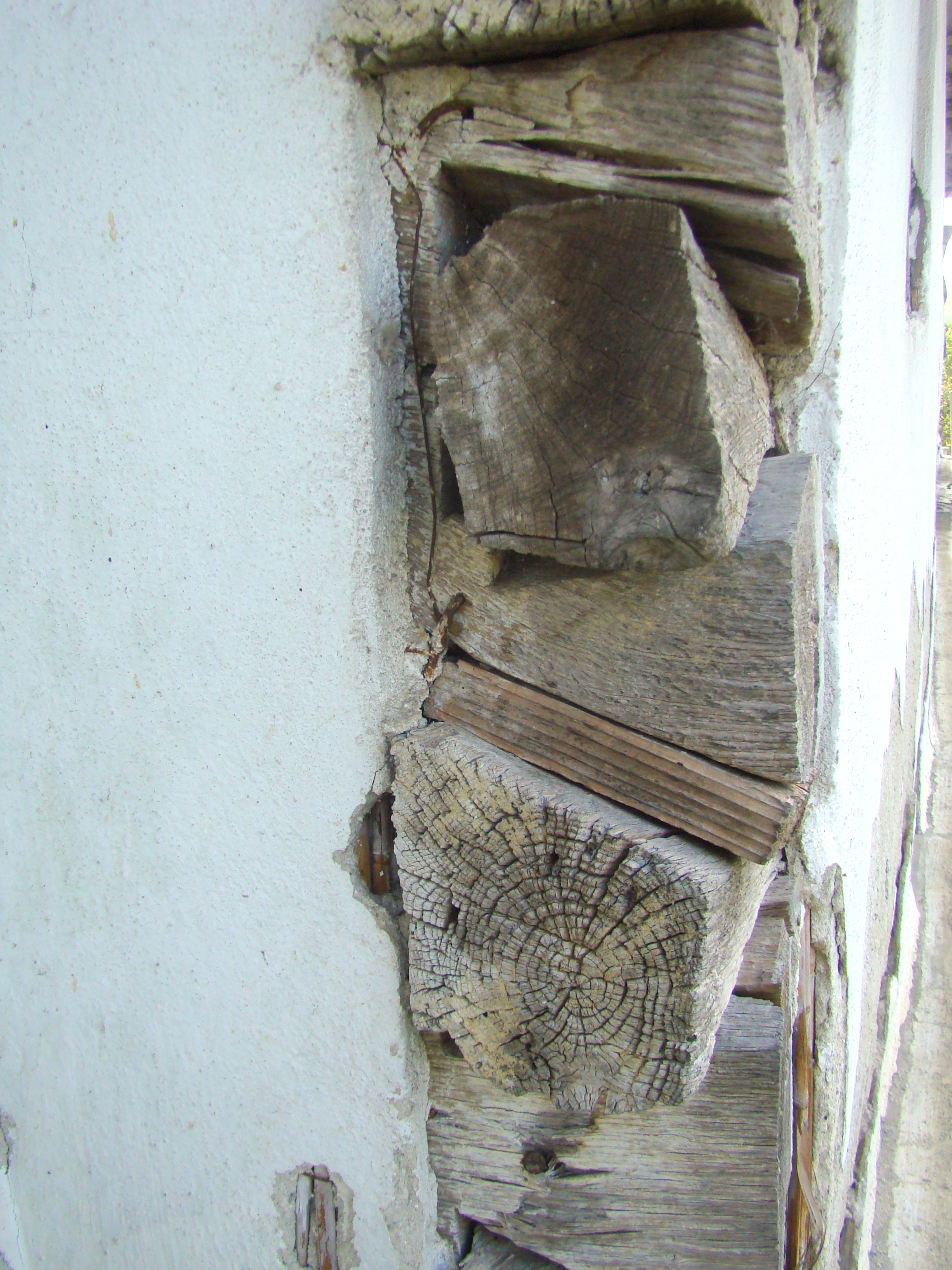
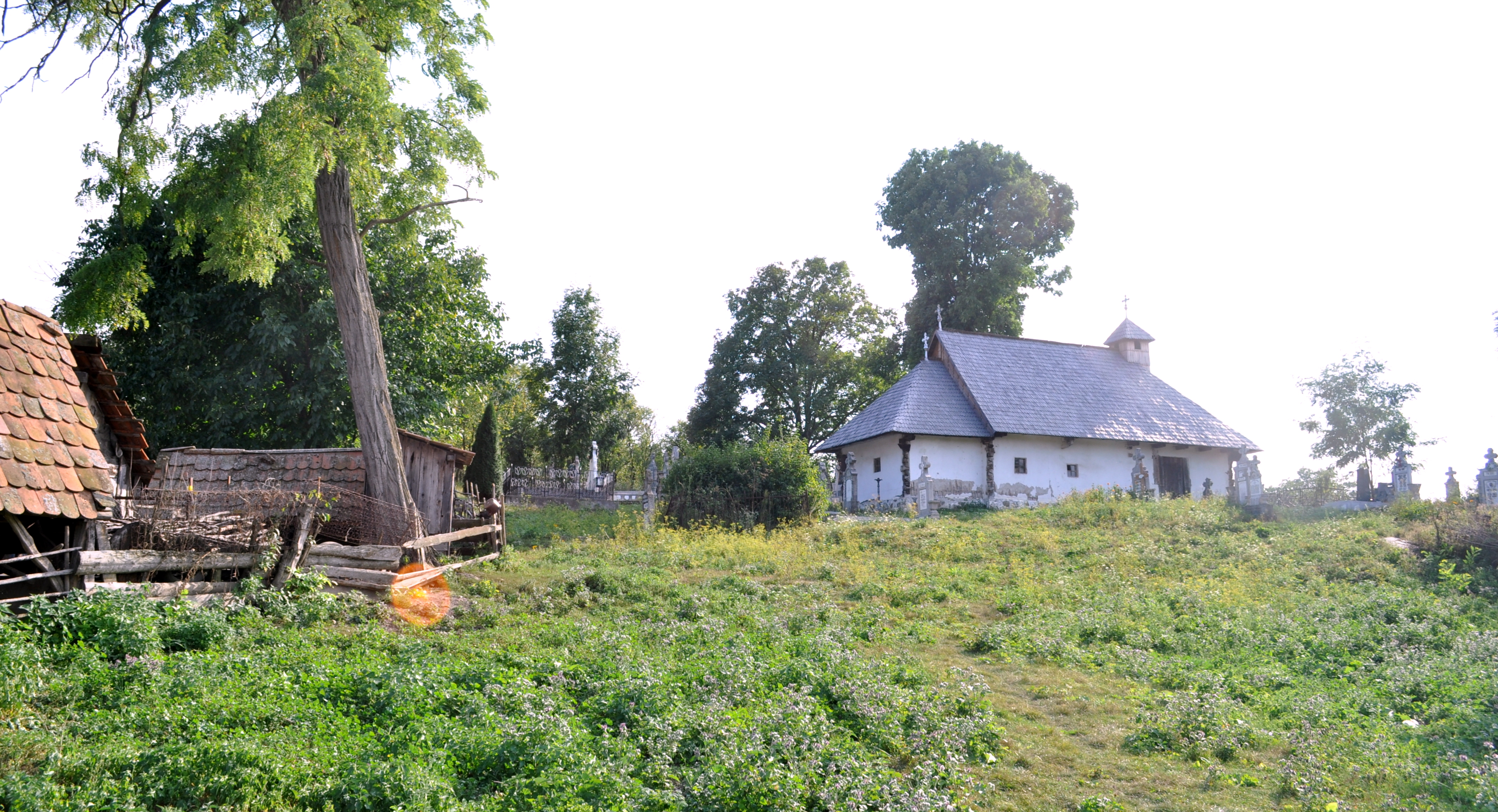